# 7. November
Der 7. November ist der 311. Tag des gregorianischen Kalenders (der 312. in Schaltjahren), somit bleiben 54 Tage bis zum Jahresende.

## Ereignisse

### Politik und Weltgeschehen
- 0921: Der Vertrag von Bonn beendet den Nachfolgestreit der fränkischen Teilreiche und besiegelt das Ende der Karolinger-Herrschaft im Ostfrankenreich.
- 1225: Engelbert I. von Köln, Reichsverweser und Kölner Erzbischof, wird von Gefolgsleuten seines Verwandten Graf Friedrich von Isenberg getötet.
- 1455: Mehr als 24 Jahre nach ihrer Verbrennung wird in der Kathedrale Notre-Dame de Paris der Prozess gegen Jeanne d’Arc neu aufgerollt.

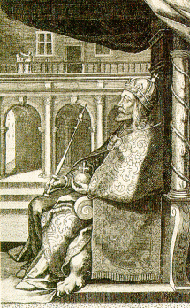
1491:
Vladislav II.

- 1491: Der in Ungarn eingedrungene, aber mit seinem Heer unterlegene römisch-deutsche König Maximilian I. schließt den Frieden von Pressburg. Der Habsburger erkennt die Herrschaft von König Vladislav II. in Ungarn an.
- 1619: Elisabeth Stuart, die Frau des drei Tage zuvor gekrönten böhmischen Herrschers Friedrich I., wird im Prager Veitsdom zur Königin von Böhmen gekrönt.

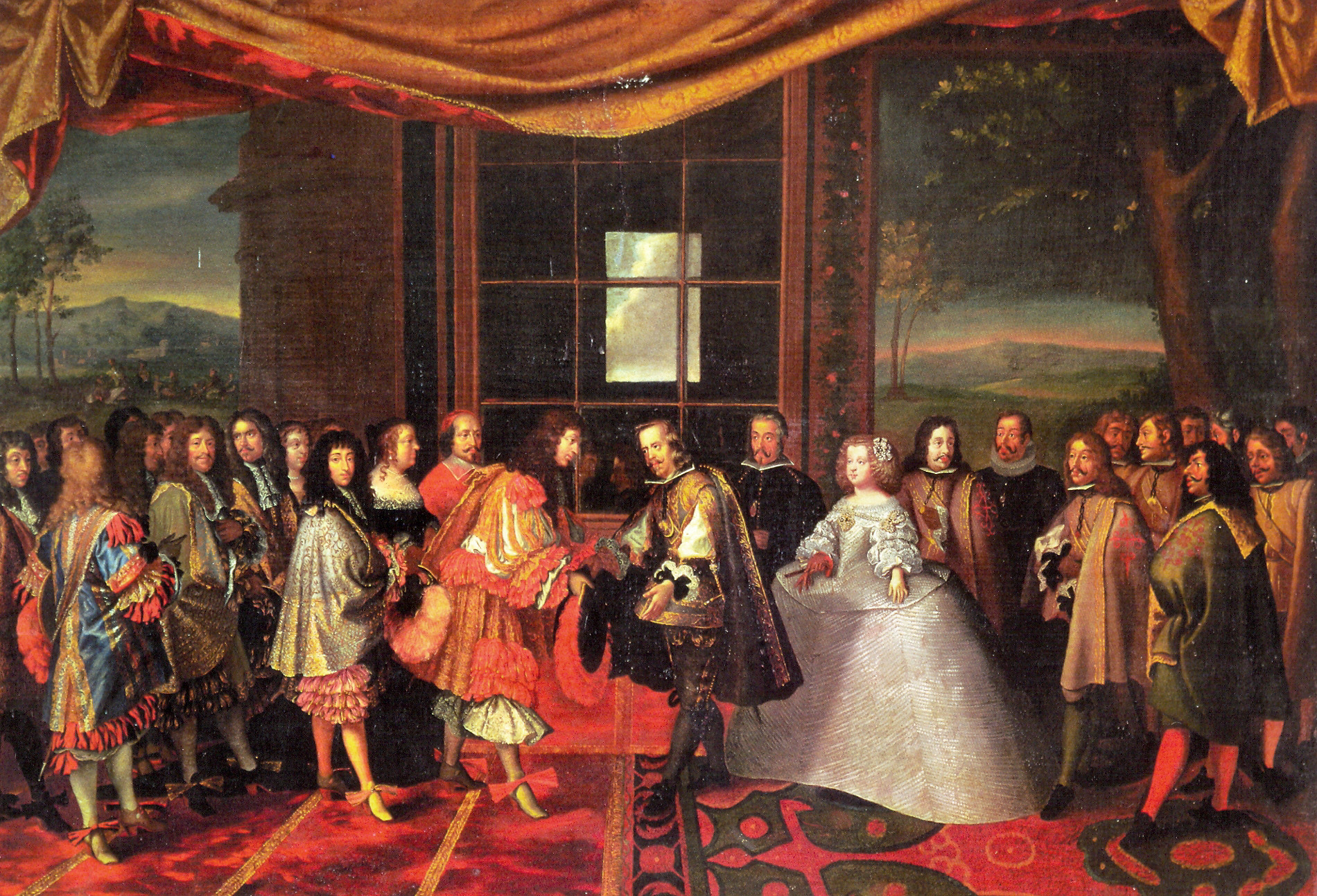
1659: Pyrenäenfrieden

- 1659: Der auf der Fasaneninsel im Bidasoa geschlossene Pyrenäenfriede zwischen Frankreich unter König Ludwig XIV. und Spanien unter König Philipp IV. beendet Auseinandersetzungen der beiden Staaten nach dem Dreißigjährigen Krieg, legt den Pyrenäen-Hochkamm als Grenze fest, bringt Frankreich einige Gebietsgewinne und begünstigt seinen Aufstieg zur kontinentalen Vormacht.
- 1806: Gebhard Leberecht von Blücher kapituliert nach der Schlacht bei Lübeck im Vierten Koalitionskrieg mit seinen preußischen Einheiten in Ratekau gegenüber den Franzosen unter Marschall Bernadotte.
- 1811: Aufgrund einer Prophezeiung von Tecumsehs Bruder Tenskwatawa greift die indianische Föderation in der Morgendämmerung US-amerikanische Truppen unter William H. Harrison an, die diese Attacke in der Schlacht bei Tippecanoe jedoch abwehren können.
- 1848: Zachary Taylor wird in der ersten US-Präsidentschaftswahl, die am selben Tag in allen US-Bundesstaaten abgehalten wird, als US-Präsident gewählt.
- 1893: Als Reaktion auf die Hinrichtung des Attentäters von General Arsenio Martínez-Campos verüben Anarchisten einen Bombenanschlag im Gran Teatre del Liceu in Barcelona, der 23 Menschenleben kostet.
- 1914: Gouverneur Alfred Meyer-Waldeck kapituliert im Ersten Weltkrieg im Namen der deutschen Kolonie Kiautschou und übergibt die belagerte Festung Tsingtau an Japan.
- 1916: Bei den US-Präsidentschaftswahlen gewinnt der demokratische Amtsinhaber Woodrow Wilson nur knapp gegen seinen republikanischen Herausforderer Charles Evans Hughes. Im gleichen Wahlgang wird die Republikanerin Jeannette Rankin als erste Frau ins US-Repräsentantenhaus gewählt.

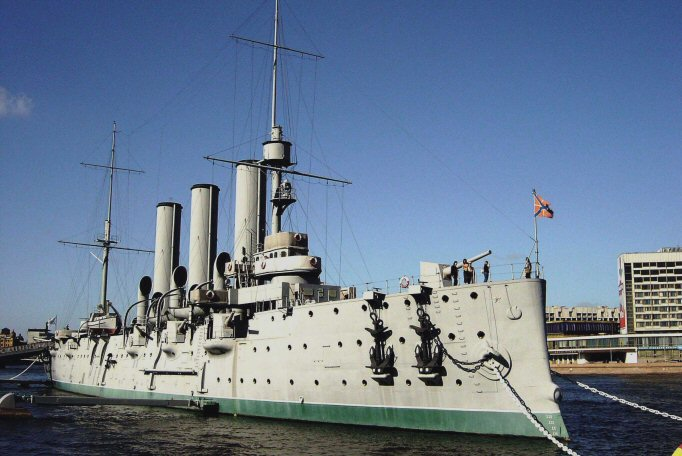
1917: Aurora

- 1917: (25. Oktober nach Julianischem Kalender) In Petrograd beginnt mit einem Signalschuss des Kreuzers Aurora die Oktoberrevolution. Der Winterpalast, der Sitz der provisorischen Regierung, wird gestürmt, alle Regierungsmitglieder außer Ministerpräsident Alexander Fjodorowitsch Kerenski werden festgenommen.
- 1917: Nach zwei vergeblichen Versuchen im Frühjahr des Jahres gelingt der britischen Truppen in der Schlacht um Gaza der Durchbruch durch die osmanischen Stellungen.
- 1918: In München führen Revolutionäre um Kurt Eisner das Ende der bayerischen Monarchie herbei. König Ludwig III. flieht aus der Stadt. Die bereits beschlossene Verfassungsreform (Parlamentisierung) vom 2. November wird dadurch obsolet.
- 1936: Im Spanischen Bürgerkrieg beginnen Truppen Francos mit dem Angriff auf Madrid.
- 1938: Der siebzehnjährige Jude Herschel Grynszpan schießt auf den deutschen Diplomaten Ernst vom Rath. Dieses Attentat nehmen die Nationalsozialisten zum Anlass, während der Novemberpogrome hunderte Menschen zu ermorden und Synagogen, jüdische Friedhöfe und Geschäfte gezielt zu zerstören.

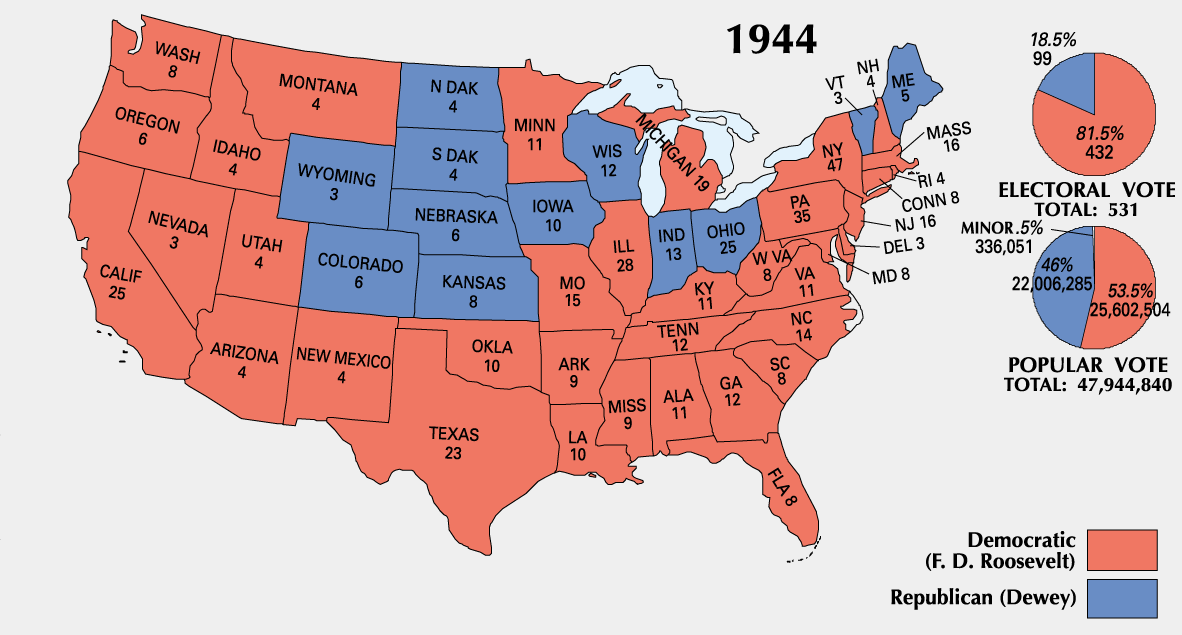
US-Präsidentschaftswahl 1944

- 1944: Der Demokrat Franklin D. Roosevelt wird mit seinem Sieg bei den US-Präsidentschaftswahlen über den republikanischen Herausforderer Thomas E. Dewey neuerlich zum US-Präsidenten gewählt und wird damit als einziger eine vierte Amtszeit antreten.
- 1944: Der sowjetische Kommunist Richard Sorge wird in Tokio hingerichtet. Kurz vor seiner Verhaftung 1941 verfasste er den bekannten und – aus historischer Sicht – kriegsentscheidenden Funkspruch, dass das durch den Dreimächtepakt mit der NS-Diktatur militärisch verbündete Japan nicht die Sowjetunion angreifen wird.
- 1961: Konrad Adenauer wird nach der Wahl zum 4. Deutschen Bundestag vom Parlament zum vierten Mal zum Bundeskanzler gewählt.
- 1963: In Lengede (Niedersachsen) werden zwei Wochen nach einem Grubenunglück noch 11 Bergleute lebend geborgen. Dieses Ereignis geht als das „Wunder von Lengede“ in die Geschichte ein.
- 1968: Nachdem Beate Klarsfeld Bundeskanzler Kurt Georg Kiesinger geohrfeigt und als „Nazi“ beschimpft hat, wird sie noch selbigen Tages zu 12 Monaten Gefängnis verurteilt.
- 1972: Bei den US-Präsidentschaftswahlen besiegt der republikanische Amtsinhaber Richard Nixon den demokratischen Senator George McGovern klar.
- 1982: Der in Obervolta (Burkina Faso) vor zwei Jahren durch einen Putsch an die Macht gekommene Saye Zerbo wird selbst durch einen erneuten Staatsstreich unter Jean-Baptiste Ouédraogo gestürzt.

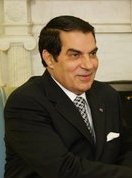
1987: Präsident Ben-Ali

- 1987: Nach der Absetzung von Habib Bourguiba im Oktober übernimmt Zine el-Abidine Ben Ali das Amt des Staatspräsidenten Tunesiens.
- 1989: Der Ministerrat der Deutschen Demokratischen Republik unter seinem Vorsitzenden Willi Stoph tritt geschlossen zurück; die Minister bleiben bis zum Antritt der Regierung Hans Modrows noch geschäftsführend im Amt.
- 1989: Douglas Wilder gewinnt die Gouverneurswahlen in Virginia und wird damit der erste schwarze Gouverneur in den USA.
- 1989: Indiens Premier Vishwanath Pratap Singh verliert eine Vertrauensabstimmung in der Lok Sabha und muss das Amt in der Folge seinem innerparteilichen Gegenspieler Chandra Shekhar überlassen.
- 1989: In New York City entscheiden sich die Wähler für David Dinkins als ihren künftigen Bürgermeister. Er ist in der Millionenstadt das erste afroamerikanische Stadtoberhaupt.
- 1990: Die von der Irish Labour Party zur irischen Präsidentschaftswahl aufgestellte Mary Robinson wird überraschend gewählt und damit erste Frau in diesem Amt.
- 1995: Alain Juppé gibt als französischer Premierminister wegen eines Finanzskandals den Rücktritt der gesamten Regierung bekannt, wird von Präsident Jacques Chirac allerdings sofort wieder mit der Regierungsbildung beauftragt.

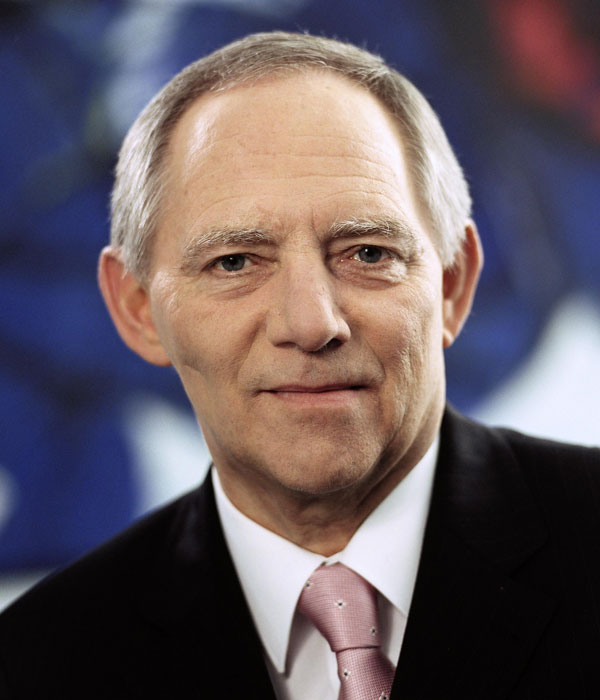
1998: Wolfgang Schäuble

- 1998: Wolfgang Schäuble wird auf dem CDU-Parteitag in Bonn zum neuen Parteivorsitzenden gewählt.
- 2000: Bei den Präsidentschaftswahlen in den USA besiegt der republikanische Kandidat George W. Bush laut ersten Meldungen den demokratischen Kandidaten Al Gore. Der Sieg wird allerdings erst einen Monat später per Gerichtsentscheid bestätigt werden und doch umstritten bleiben.
- 2000: Hillary Clinton wird für den Staat New York in den US-Senat gewählt. Sie ist damit die erste ehemalige First Lady der USA, die in ein öffentliches Amt gewählt wird.
- 2003: In Deutschland konstituiert sich die Föderalismuskommission als gemeinsames Gremium von Bundesrat und Bundestag, um die bundesstaatliche Ordnung zu modernisieren.
- 2006: Bei den midterm-elections zum Kongress der Vereinigten Staaten müssen die regierenden Republikaner eine verheerende Wahlniederlage einstecken. Die Demokraten gewinnen die Mehrheit sowohl im Senat als auch im Repräsentantenhaus.

### Wirtschaft
- 1665: Die London Gazette, die älteste noch bestehende englische Tageszeitung und offizielles Verlautbarungsorgan des Vereinigten Königreichs, erscheint.
- 1750: In den österreichischen Ländern löst der Konventionstaler den bisher geltenden Reichstaler ab.
- 1871: Der französische Politiker Léon Gambetta gründet die Tageszeitung La République française.

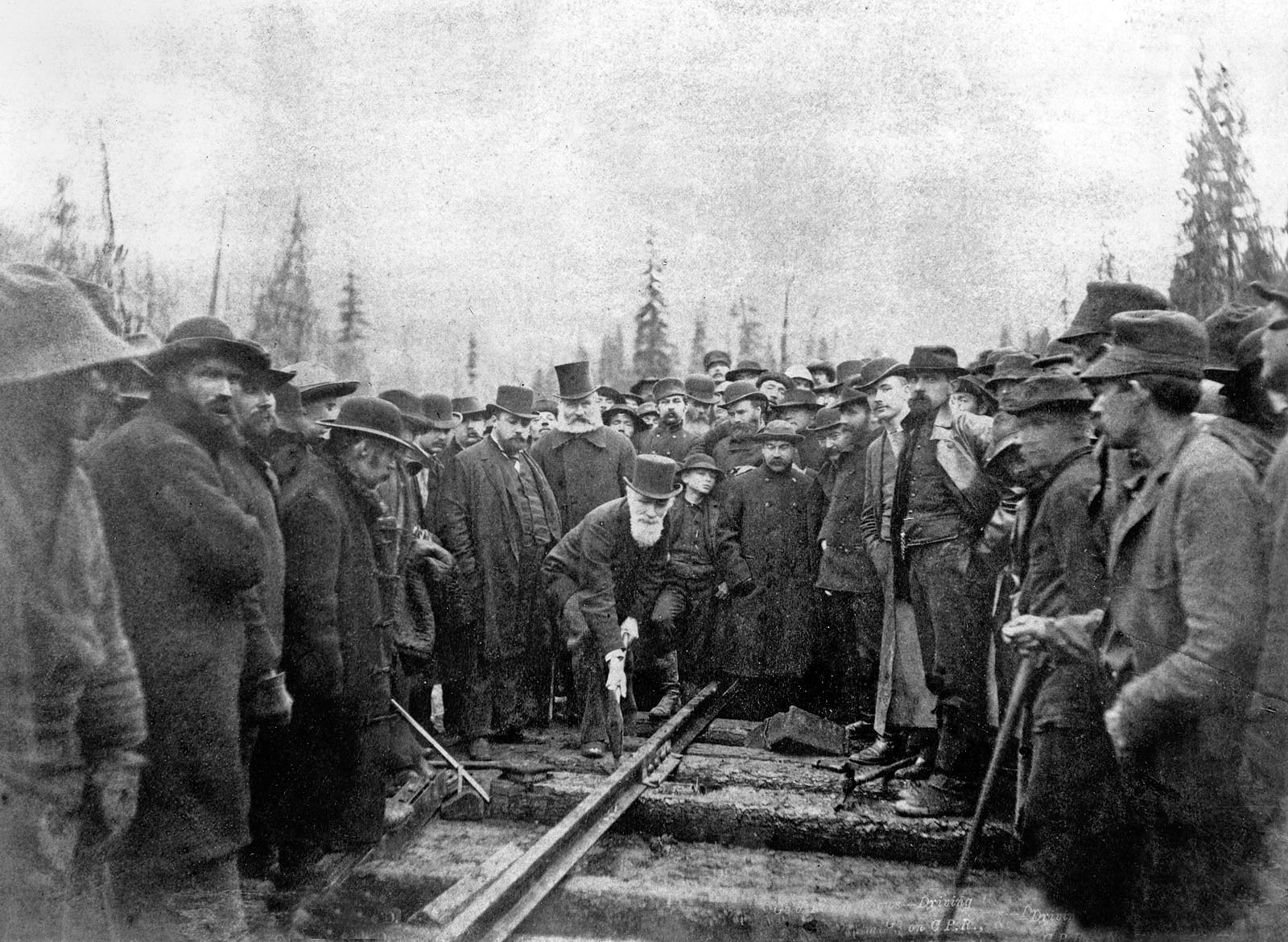
1885: Craigellachie

- 1885: Mit dem Setzen des letzten Nagels durch Donald Smith in Craigellachie ist der Bau der transkanadischen Eisenbahnstrecke Canadian Pacific Railway beendet.
- 1910: Ein Flugzeug der Wright Company befördert die erste Luftfracht im Auftrag eines Warenhauses von Dayton (Ohio) nach Columbus (Ohio).
- 1929: In Casablanca nimmt die errichtete marokkanische Börse ihre Geschäfte auf.

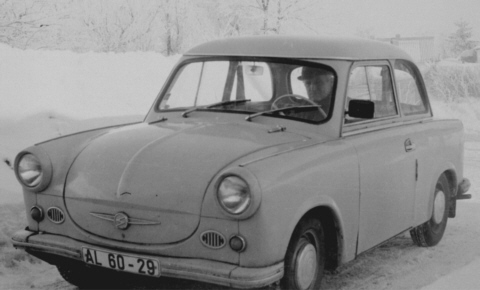
1957: Trabant P 50

- 1957: Mit Beginn der Nullserie rollt im VEB Automobilwerk Zwickau der erste Trabant P 50 vom Band.
- 2001: Nach einer Unterbrechung aufgrund des Absturzes am 25. Juli 2000 wird der Linienflug der Concorde zwischen Paris/London und New York wieder aufgenommen.

### Wissenschaft und Technik
- 1785: In Wien wird die von Kaiser Joseph II. gestiftete Medizinisch-Chirurgische Akademie Josephinum im heutigen Gemeindebezirk Alsergrund ihrer Bestimmung übergeben.

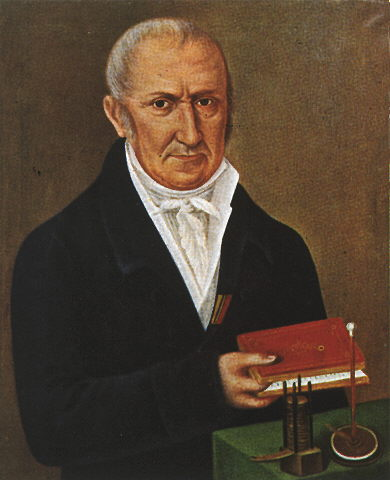
1801: Alessandro Volta

- 1801: Alessandro Volta stellt die erste Batterie der Öffentlichkeit vor.
- 1889: Die deutsche Plankton-Expedition kehrt nach Kiel zurück. Die beendete ozeanographische Forschungsreise im Atlantik war die weltweit erste, die sich dem Plankton widmete.
- 1902: Die Herkulesbahn in Kassel nimmt mit Gütertransporten ihren Betrieb auf.
- 1940: Vier Monate nach ihrer Eröffnung stürzt die Tacoma-Narrows-Brücke im US-Bundesstaat Washington durch selbsterregte Schwingungen ein. Seit dieser Havarie werden vor dem Bau großer Brücken Modelle der Konstruktion im Windkanal getestet.

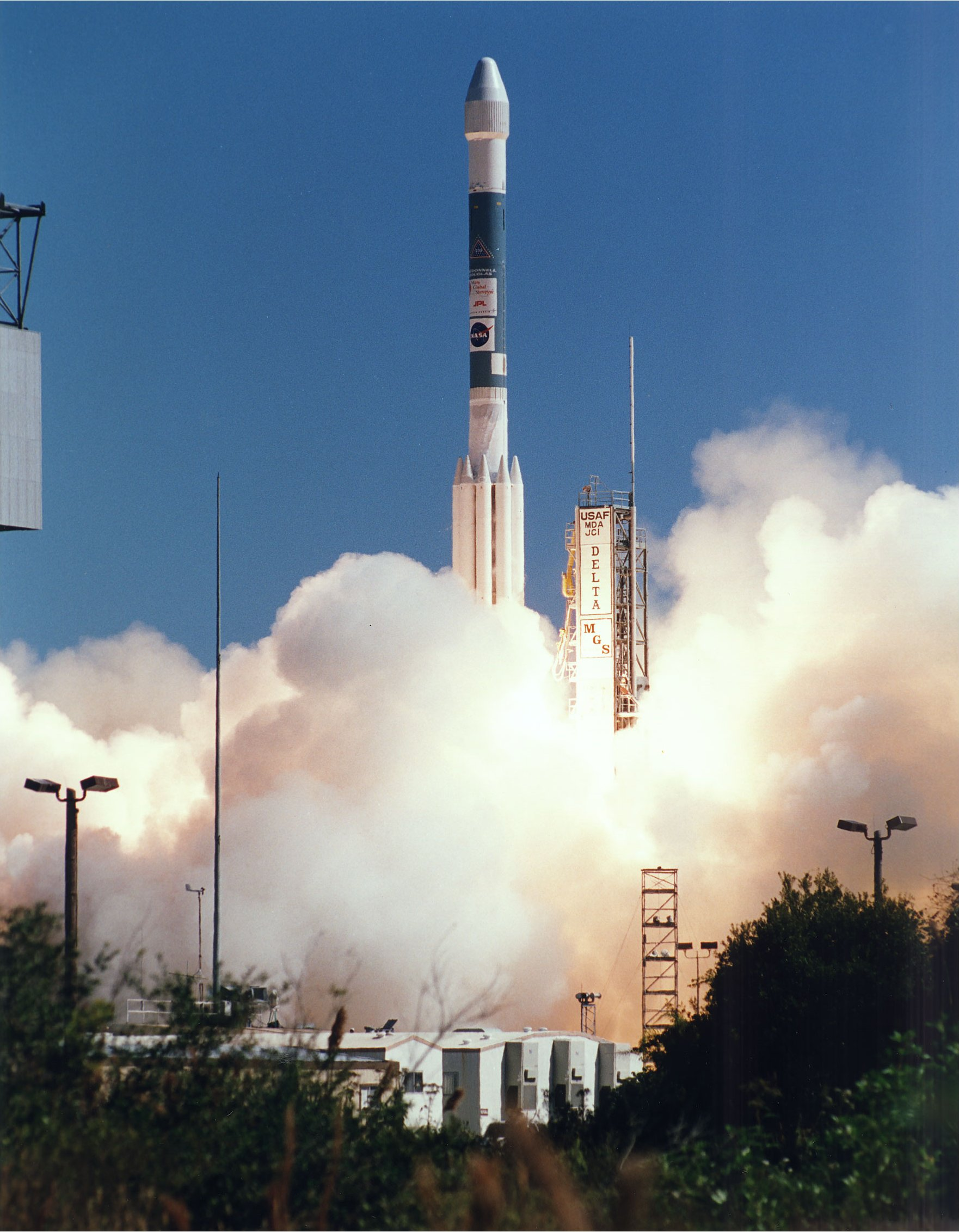
1996: Start von Mars Global Surveyor

- 1996: Die NASA startet die Raumsonde Mars Global Surveyor zur Erforschung des Mars aus dem Orbit.

### Kultur
- 1775: Johann Wolfgang von Goethe trifft auf Einladung des Herzogs von Sachsen-Weimar-Eisenach, Carl August, in Weimar ein.
- 1829: An der Opéra-Comique in Paris findet die Uraufführung der komischen Oper Le dilettante d’Avignon von Fromental Halévy statt.
- 1844: Die Erstausgabe der Fliegenden Blätter erscheint in München.
- 1876: Die Oper Der Kuß von Bedřich Smetana wird in Prag uraufgeführt.
- 1891: Anton Bruckner wird als erstem Komponisten von der Universität Wien die Ehrendoktorwürde verliehen.
- 1896: In Helsinki wird die Oper Jungfruburen (Mädchenkammer) von Jean Sibelius uraufgeführt.
- 1908: In Brünn findet die Uraufführung der Operette Die lustigen Weiber von Robert Stolz statt.
- 1912: Das durch Heinrich Seeling erbaute Deutsche Opernhaus in Berlin wird mit Beethovens Oper Fidelio eröffnet.
- 1921: Das Lustspiel Der Schwierige von Hugo von Hofmannsthal wird im Residenztheater in München uraufgeführt.
- 1929: In New York City öffnet das Museum of Modern Art seine Türen für die Öffentlichkeit.
- 1932: Buck Rogers in the 25th Century wird in den USA zum ersten Mal über Radio gesendet.
- 1934: Die Rhapsodie über ein Thema von Paganini von Sergei Rachmaninow wird in Baltimore mit dem Komponisten selbst am Flügel und dem Philadelphia Orchestra unter Leopold Stokowski uraufgeführt.
- 1945: Im Wiesbadener Manifest wenden sich US-amerikanische Kunstschutzoffiziere gegen den Abtransport von Kunstschätzen aus deutschen Museen in die Vereinigten Staaten.
- 1946: John Fords Western My Darling Clementine (Faustrecht der Prärie) mit Henry Fonda in der Hauptrolle hat in den Vereinigten Staaten Premiere.
- 1948: Im Rahmen eines Schulwettbewerbs aus Anlass des Goethe-Jahres erhält Friedhelm Deis, Kirchenliedkomponist der Neuapostolischen Kirche, den Preis des Kulturministers des Landes Nordrhein-Westfalen für eine Klaviersonate, fünf Präludien und Fugen.

### Gesellschaft

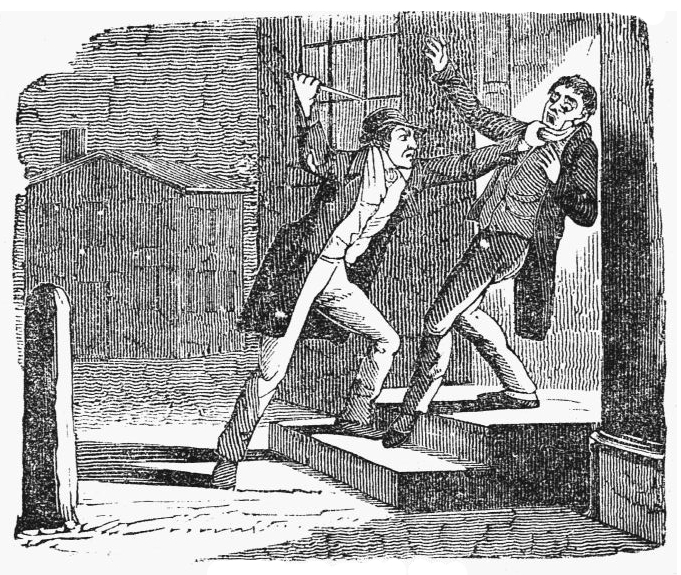
1825: Jereboam O. Beauchamp ermordet Solomon P. Sharp

- 1825: Der junge Rechtsanwalt Jereboam O. Beauchamp ermordet den Politiker Solomon P. Sharp, nach eigener Aussage, um die Ehre seiner Frau Anne Cooke-Beauchamp zu verteidigen. Die sogenannte Beauchamp-Sharp-Tragödie wird von der Presse und in zahlreichen literarischen Bearbeitungen aufgegriffen.
- 1921: In Versailles beginnt der Prozess gegen den Frauenmörder Henri Désiré Landru.
- 1938: Nach dem Mord an einem Taxifahrer findet in Berlin die erste Öffentlichkeitsfahndung mit Hilfe des Fernsehens statt. Sie wird von dem legendären Kriminalbeamten Ernst Gennat gemeinsam mit Theo Saevecke organisiert. Die zahlreichen Hinweise führen tatsächlich zur Ergreifung des Täters.

### Religion
- 0335: Der römische Kaiser Konstantin der Große verbannt den bei ihm angeschwärzten Bischof Athanasius von Alexandria nach Trier.
- 0680: In Konstantinopel tritt das sechste ökumenische Konzil zusammen. Es berät mehrere Monate über den Monotheletismus.

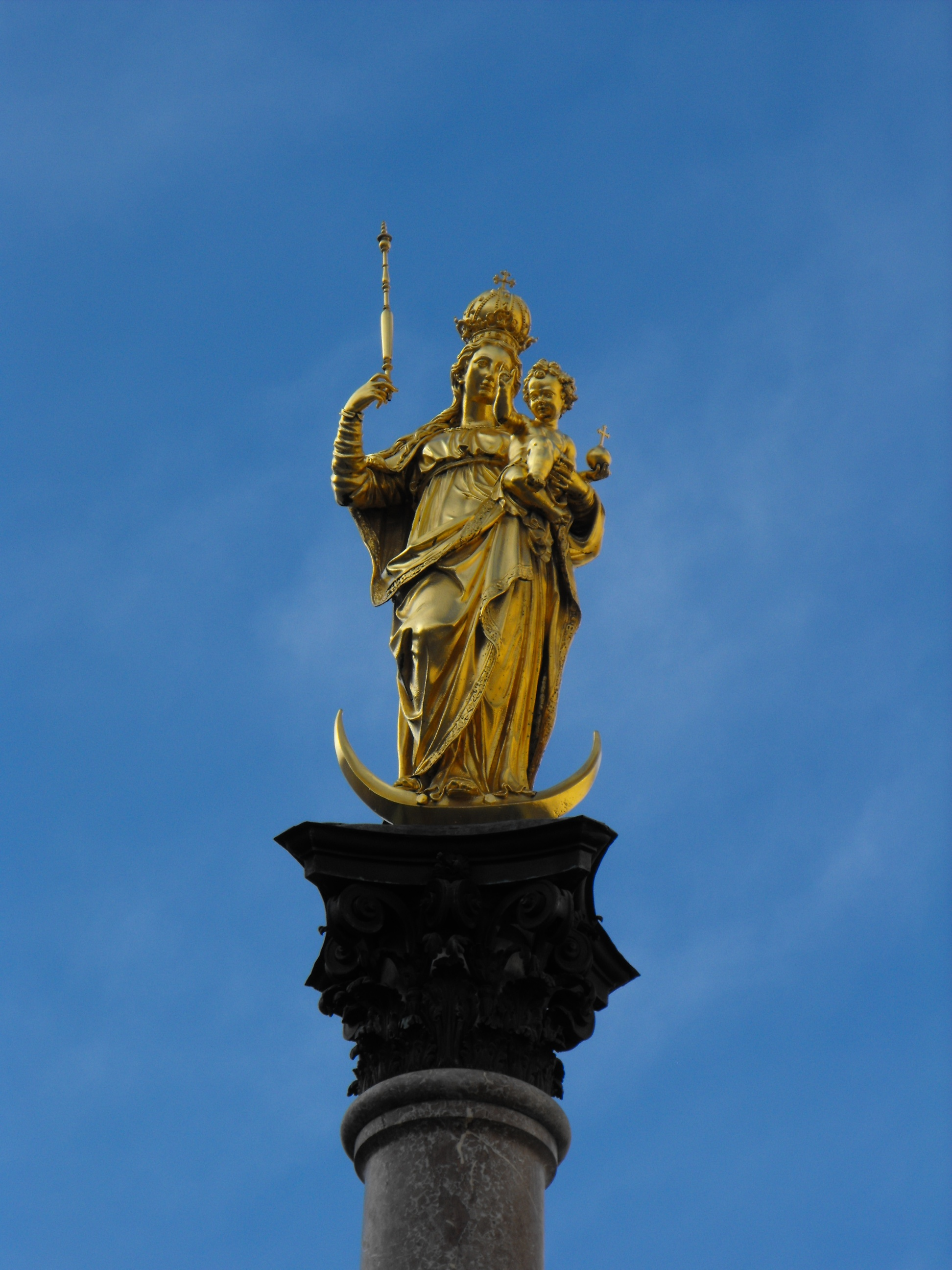
1638: Münchner Mariensäule

- 1638: Der Freisinger Bischof Veit Adam von Gepeckh weiht die Münchner Mariensäule auf dem Marienplatz ein.

### Katastrophen
- 1941: Das sowjetische Hospitalschiff Armenija wird mit 4700 bis 4800 Menschen an Bord bei einem Luftangriff im Schwarzen Meer von einer deutschen Heinkel He 111 versenkt.
- 1996: In Lagos, Nigeria, kommt es zum Absturz einer Boeing 727. Alle 143 Menschen an Bord sterben.

Kleinere Unglücksfälle sind in den Unterartikeln von Katastrophe und in der Liste von Katastrophen aufgeführt.

### Natur und Umwelt
- 1492: Der als Meteorit von Ensisheim bekannt gewordene Meteorit stürzt in ein Weizenfeld zwischen Ensisheim und Battenheim im Elsass.

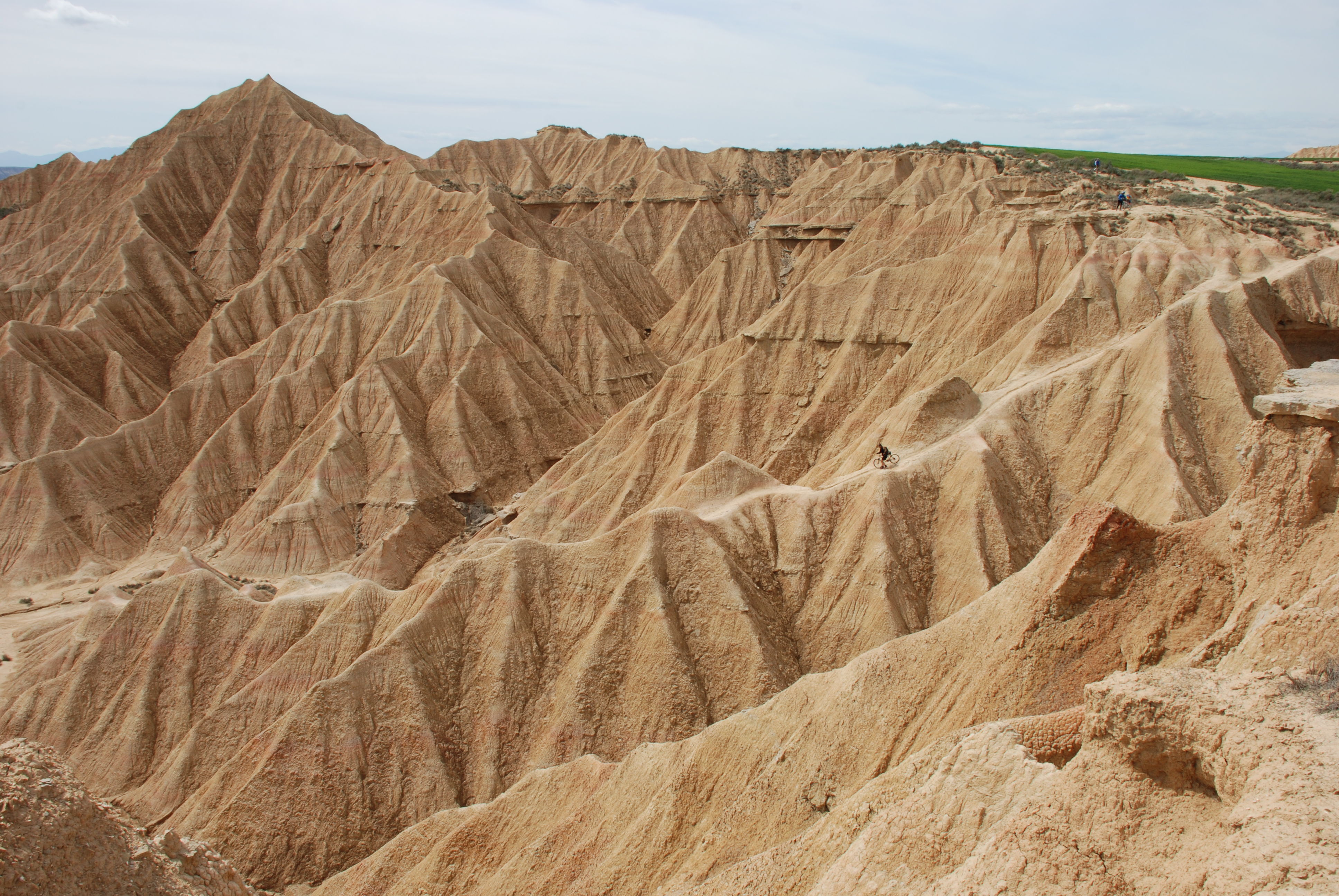
2000: Bardenas Reales

- 2000: Die spanische Wüste Bardenas Reales in Navarra wird von der UNESCO zum Biosphärenreservat erklärt.

### Sport
- 1869: Auf der Strecke Paris-Rouen findet das erste internationale Straßenradrennen der Welt statt. Es siegt James Moore.
- 1970: Die European Athletic Association wird in Paris gegründet.
- 1991: Basketball-Star Magic Johnson gibt seine HIV-Infektion bekannt und erklärt seinen Rücktritt vom Profisport.
- 2002: Den Leipziger Bergsteigern Olaf Rieck, Lydia Schubert und Carsten Schmidt gelingt die Erstbesteigung des Num Ri.

Einträge von Leichtathletik-Weltrekorden befinden sich unter der jeweiligen Disziplin unter Leichtathletik.

## Geboren

### Vor dem 18. Jahrhundert
- 0060: Keikō, 12. Kaiser von Japan
- 0630: Konstans II., Kaiser des Byzantinischen Reiches
- 0631: David Tiberios, Mitkaiser des Byzantinischen Reiches
- 0994: Ibn Hazm, arabischer Universalgelehrter in Andalusien
- 1453: Filippo Beroaldo der Ältere, italienischer Philologe und neulateinischer Dichter
- 1456: Margarete von Bayern, Kurfürstin von der Pfalz

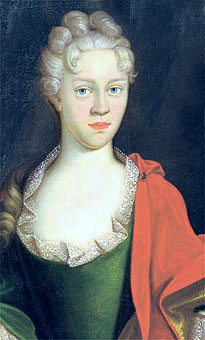
Erdmuthe Dorothea von Zinzendorf (* 1700)

- 1525: Georg Cracow, deutscher Hofgeistlicher, Hochschullehrer und Jurist
- 1547: Rudolf Hospinian, Schweizer evangelischer Geistlicher und Theologe
- 1555: Andreas Cludius, deutscher Rechtswissenschaftler
- 1570: Cornelius Gobelius, Weihbischof von Thüringen
- 1598: Francisco de Zurbarán, spanischer Maler
- 1604: Christoph Tinctorius, deutscher Mediziner
- 1638: Adam Christoph Jacobi, deutscher Jurist
- 1643: Johann Martin Gumpp der Ältere, österreichischer Architekt
- 1652: Heinrich, Graf von Nassau-Siegen, niederländischer Feldherr
- 1674: Christian III., Pfalzgraf und Herzog von Pfalz-Zweibrücken
- 1680: Christian III. Moritz, Herzog von Sachsen-Merseburg
- 1690: Peter Wessel Tordenskiold, dänisch-norwegischer Marineoffizier, Nationalheld
- 1692: Johann Gottfried Schnabel, deutscher Schriftsteller
- 1700: Erdmuthe Dorothea von Zinzendorf, deutsche Pietistin und Kirchenlieddichterin

### 18. Jahrhundert
- 1713: Johann Martin Bernigeroth, sächsischer Kupferstecher
- 1717: Benedikt von Ahlefeldt, Kommandant von Helgoland und Landrat in Uetersen
- 1720: Irakli II., georgischer König
- 1728: James Cook, britischer Entdecker und Seefahrer
- 1731: Robert Rogers, britischer Offizier
- 1739: Ernst Franz von Platen-Hallermund, kurpfälzischer Geheimrat und braunschweigisch-lüneburgischer General-Erbpostmeister
- 1744: Albrecht Heinrich von Arnim, preußischer Justizminister
- 1749: Christian Gottlieb Gmelin, deutscher Rechtswissenschaftler
- 1750: Friedrich Leopold zu Stolberg-Stolberg, deutscher Dichter und Übersetzer, Diplomat und Jurist
- 1759: Jean Antoine Rossignol, französischer General
- 1760: Leone Baptiste Dumonceau, niederländischer Offizier und Marschall von Holland
- 1761: Michael Friedrich Erdmann Heym, deutscher Bürgermeister und Ländesältester der Niederlausitz
- 1763: Friedrich August von Staegemann, deutscher Politiker
- 1767: Christian Gottlieb Konopack, deutscher Rechtswissenschaftler
- 1767: Johann Christian Jakob Schneider, deutscher Mediziner
- 1776: James Abercromby, 1. Baron Dunfermline, britischer Jurist und Politiker
- 1770: Christian Rudolf Wilhelm Wiedemann, deutscher Physiker und Historiker, Naturwissenschaftler und Insektenforscher
- 1785: Friedrich von Warnstedt, dänischer Beamter
- 1790: Luigi Rinaldo Legnani, italienischer Sänger, Gitarrist und Komponist
- 1795: Hans Riddervold, norwegischer Geistlicher und Politiker, Parlamentspräsident, Bischof von Trondheim
- 1799: James Syme, schottischer Chirurg

### 19. Jahrhundert

#### 1801–1850

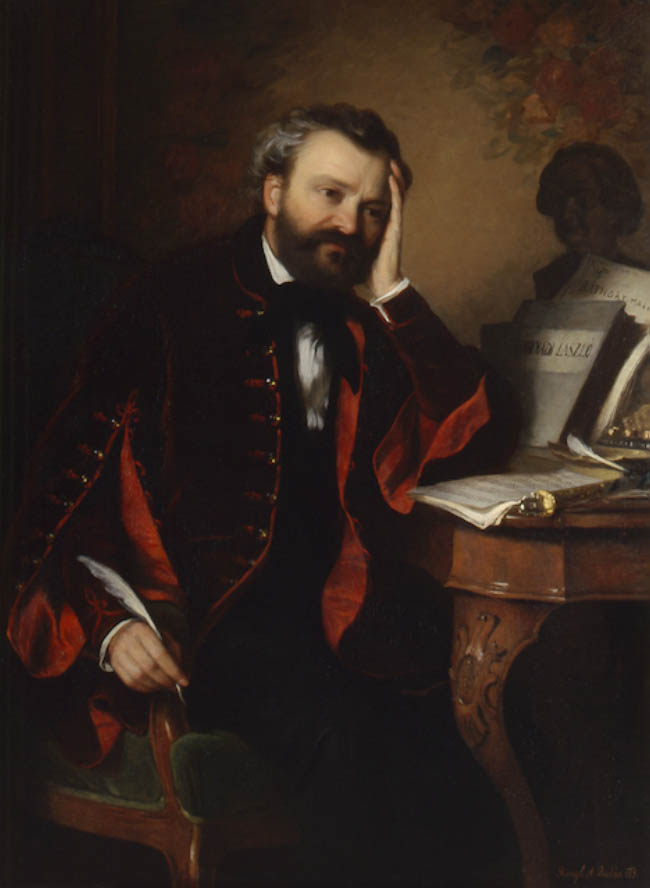
Ferenc Erkel (* 1810)

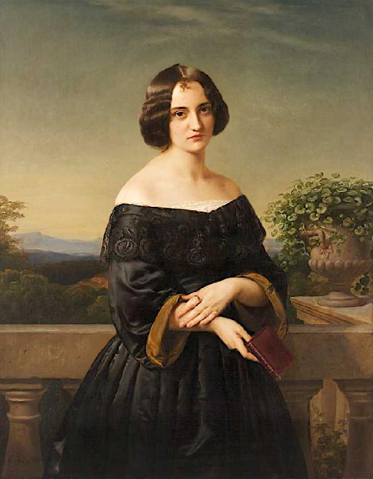
Marie Wiegmann (* 1820)

- 1810: Ferenc Erkel, ungarischer Komponist
- 1810: Fritz Reuter, deutscher Schriftsteller
- 1816: Théodore Piguet, Schweizer Jurist und Politiker
- 1817: Aimé-Louis Herminjard, Schweizer Geistlicher, Paläologe und Hochschullehrer
- 1818: Emil Heinrich Du Bois-Reymond, deutscher Physiologe
- 1820: Marie Wiegmann, deutsche Malerin
- 1822: Franz Schlegel, deutscher Arzt und Zoologe
- 1825: Eginhard von Barfus, deutscher Schriftsteller
- 1829: Alfred von Schlabrendorff-Seppau, preußischer Gutsbesitzer und Politiker
- 1831: Matthäus Risch, Schweizer Landwirt und Politiker
- 1834: Ljuben Karawelow, bulgarischer Dichter und Aktivist der Bulgarischen Nationalen Wiedergeburt
- 1834: Lucy Lloyd, britisch-südafrikanische Sprachforscherin und Ethnologin
- 1835: Rudolf Christian Dümmatzen, deutscher Weinhändler und Politiker
- 1837: Ludwig Stieda, deutsch-baltischer Anatom
- 1839: Henry Holmes, englischer Komponist, Geiger und Musikpädagoge
- 1845: Ernst Schwerdtner, Direktor des königlich sächsischen Lehrerseminars in Annaberg
- 1846: Ignaz Brüll, deutscher Komponist
- 1847ː Lotta Crabtree, US-amerikanische Bühnenschauspielerin
- 1847: Volkmar Otto Erdmann von Arnim, deutscher Marineoffizier
- 1849: Ernesto Rodolfo Hintze Ribeiro, portugiesischer Politiker, Premierminister

#### 1851–1900
- 1853: Emil Rellstab, Schweizer Landwirt und Politiker, Nationalrat
- 1854: Alexander Wassiljewitsch Adrianow, russischer Gelehrter
- 1855: Edwin Hall, US-amerikanischer Physiker
- 1858: Willibald Hentschel, deutscher Schriftsteller
- 1858: Achilles Schlöth, Schweizer Bildhauer
- 1859: Johannes Mayerhofer, österreichischer Künstler und Autor
- 1861: Lesser Ury, deutscher Maler
- 1862: Louis Svećenski, kroatisch-amerikanischer Bratschist, Geiger und Musikpädagoge
- 1865: Kosugi Tengai, japanischer Schriftsteller
- 1866: Paul Lincke, deutscher Operettenkomponist

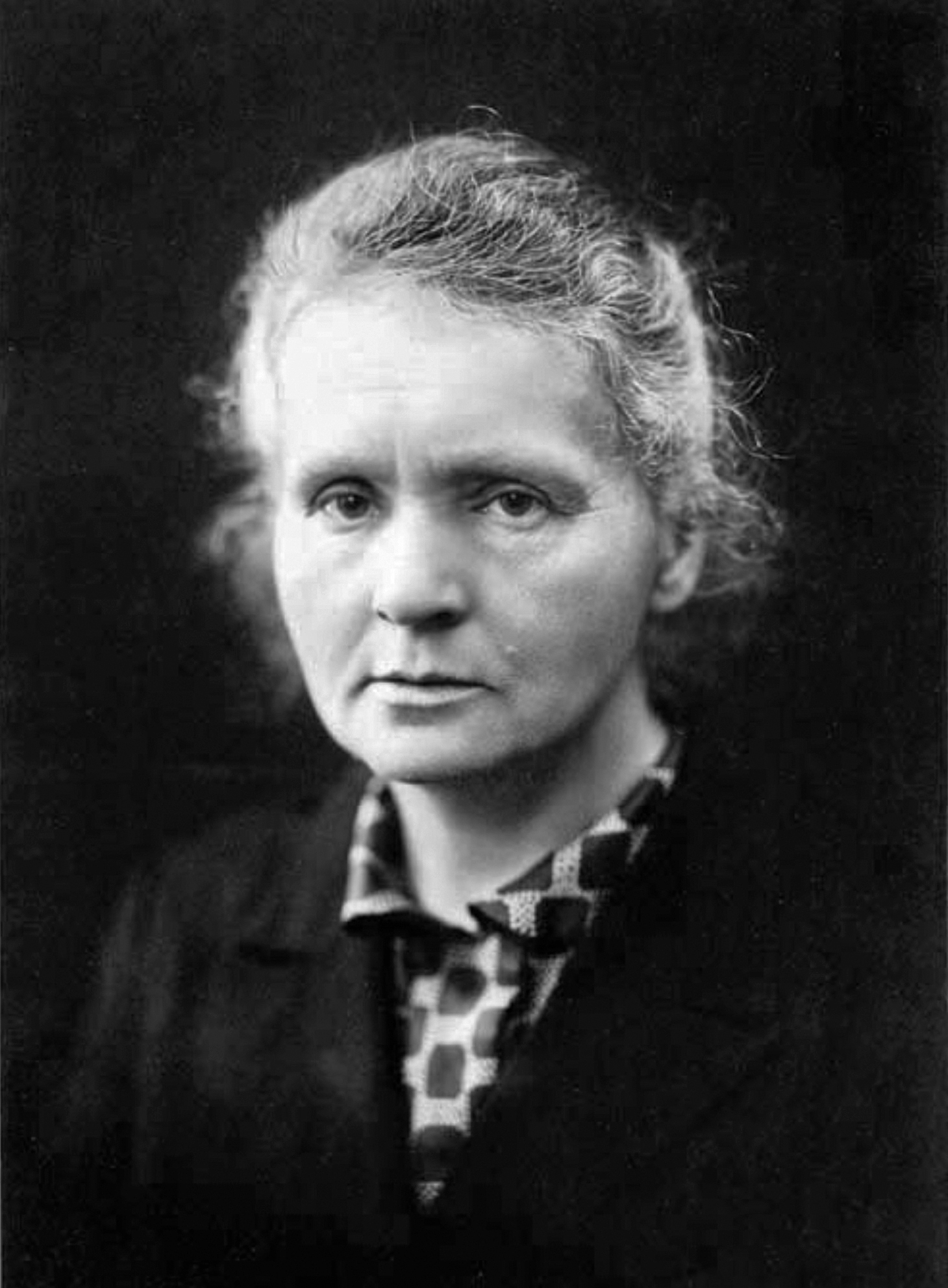
Marie Curie (* 1867)

- 1867: Marie Curie, französisch-polnische Chemikerin und Physikerin, zweifache Nobelpreisträgerin
- 1868: Carsten Bruun, norwegischer Sportschütze
- 1875: Eduard Castle, österreichischer Literaturhistoriker
- 1877: Arrigo Serato, italienischer Geiger und Musikpädagoge
- 1878: Lise Meitner, österreichische Physikerin
- 1878ː Elsa Schiemann, deutsche Malerin, Kunsthandwerkerin und Orientreisende
- 1879: Ludwig Adler, österreichischer Geburtshelfer und Gynäkologe
- 1879: Walter Dix, deutscher Pflanzenbauwissenschaftler
- 1879: Leo Trotzki, russischer Revolutionär
- 1880: Joe May, österreichischer Filmregisseur
- 1885: Frank Knight, US-amerikanischer Wirtschaftswissenschaftler
- 1885ː Sabina Spielrein, russisch-jüdische Psychoanalytikerin, Holocaustopfer
- 1886: Charlotte Armbruster, deutsche Kommunalpolitikerin
- 1886: Aaron Nimzowitsch, lettischer Schachspieler und -theoretiker
- 1887: Philipp Borchers, deutscher Bergsteiger und Funktionär
- 1887: Guus van Hecking-Colenbrander, niederländischer Fußballspieler
- 1888: Nestor Machno, ukrainischer Revolutionär
- 1888: C. V. Raman, indischer Physiker
- 1889: Wilhelm Friedle, deutscher Ingenieur
- 1890: Josef Behrens, deutscher Ingenieur und Erfinder
- 1890: John B. Hollister, US-amerikanischer Politiker, Mitglied des Repräsentantenhauses
- 1897: Dimitrij Andrusov, tschechoslowakischer Geologe

### 20. Jahrhundert

#### 1901–1925

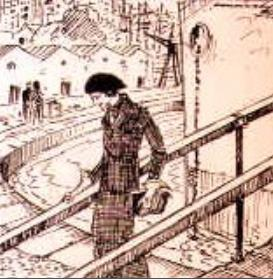
Cecília Meireles (* 1901)

- 1901: Katharina Kanthack, deutsche Philosophin und Schriftstellerin
- 1901: Cecília Meireles, brasilianische Lyrikerin und Journalistin
- 1902: Jacob Bijster, niederländischer Organist und Komponist
- 1903: Robert Cottrell-Hill, britischer Offizier
- 1903: Konrad Lorenz, österreichischer Biologe, Zoologe, Verhaltensforscher und Nobelpreisträger
- 1903: Jesús María Sanromá, puerto-ricanischer Pianist und Musikpädagoge
- 1904: Jonas Aistis, litauischer Dichter und Essayist
- 1904: Gino Rossetti, italienischer Fußballspieler
- 1904: Aaly Tokombajew, kirgisischer Dichter
- 1907: John D. Schiff, deutsch-amerikanischer Fotograf
- 1910: Heinrich Dathe, deutscher Zoologe
- 1911: Hans Pesser, deutscher Fußballspieler
- 1912: Ernst Lehner, deutscher Fußballspieler

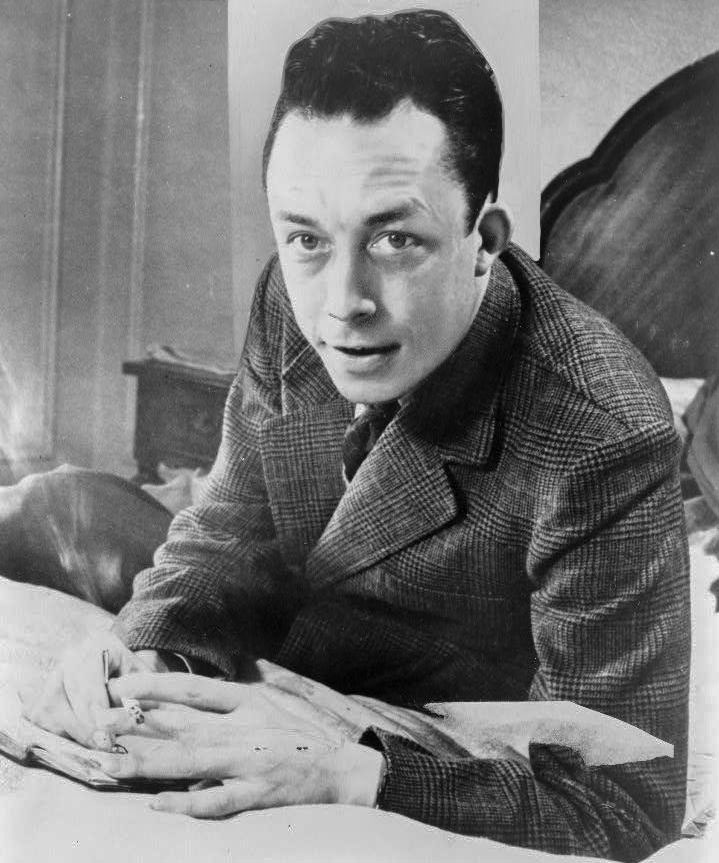
Albert Camus (* 1913)

- 1913: Albert Camus, französischer Schriftsteller und Philosoph, Nobelpreisträger
- 1915: Philip Morrison, US-amerikanischer Physiker
- 1916: Joe Bushkin, US-amerikanischer Jazzpianist
- 1917: Ján Arpáš, slowakischer Fußballspieler
- 1917: Lew Kerbel, sowjetischer Bildhauer
- 1918: Paul Aussaresses, französischer General
- 1918: Billy Graham, US-amerikanischer Baptistenpastor und Evangelist
- 1920: Joan Perucho, spanischer Schriftsteller
- 1921: Andrew Athanassoulias Athens, US-amerikanischer Geschäftsmann
- 1921: Manuel Fernández Álvarez, spanischer Historiker
- 1922: Ernesto Duarte Brito, kubanischer Pianist, Komponist und Bandleader
- 1922: Al Hirt, US-amerikanischer Musiker
- 1924: Wolf Mankowitz, britischer Schriftsteller und Drehbuchautor
- 1925: Luís Andrés Edo, spanischer Aktivist, Widerstandskämpfer
- 1925: Ernst Mosch, deutscher Musiker (Original Egerländer Musikanten)
- 1925: Fritz Peter, Schweizer Sänger (Tenor)

#### 1926–1950
- 1926: Joan Sutherland, australische Opernsängerin
- 1927: Claude Storez, französischer Autorennfahrer
- 1927: Hiroshi Yamauchi, japanischer Manager (Nintendo)
- 1928: Daniel Francis Kweipe Annan, ghanaischer Jurist und Politiker
- 1929: Benny Allan Andersen, dänischer Schriftsteller, Lyriker, Komponist und Pianist
- 1929: Eric Richard Kandel, US-amerikanischer Neurowissenschaftler
- 1929: Ray Renfro, US-amerikanischer American-Football-Spieler
- 1930: Ruth Lomon, kanadische Komponistin und Pianistin
- 1930: Barry Newman, US-amerikanischer Schauspieler
- 1930: Karla Runkehl, deutsche Schauspielerin
- 1931: Steinþór Jakobsson, isländischer Skirennläufer
- 1932: Siegfried Herrmann, deutscher Leichtathlet
- 1932: Artur Märchen, Mitglied der Gruppe Berliner Malerpoeten
- 1932: Yrrah, niederländischer Cartoonist
- 1933: David Aradeon, nigerianischer Architekt, Städteplaner und Kurator
- 1934: Annemarie Brodhagen, deutsche Fernsehmoderatorin
- 1935: Judy Parfitt, britische Schauspielerin
- 1936: Alvin A. Attles, US-amerikanischer Basketballspieler und -trainer
- 1936: Guido Carlesi, italienischer Radrennfahrer
- 1936: Gwyneth Jones, britische Opernsängerin
- 1936: Tserendonoin Sandschaa, mongolischer Ringer
- 1937: Alberto Grau, venezolanischer Komponist, Dirigent und Musikpädagoge
- 1937: John Reeve, Bobfahrer und Skirennläufer von den Amerikanischen Jungferninseln
- 1937: Konrad Schily, deutscher Universitätspräsident und Politiker, MdB
- 1938: Dee Clark, US-amerikanischer R&B-Sänger und Songwriter
- 1939: Barbara Liskov, US-amerikanische Informatikerin
- 1939: Daan Manneke, niederländischer Komponist und Organist
- 1939: Lene Mayer-Skumanz, österreichische Jugendbuchautorin
- 1940: Antonio Skármeta, chilenischer Schriftsteller
- 1941: Hughes Kirschoffer, französischer Autorennfahrer
- 1941: Angelo Kardinal Scola, Patriarch von Venedig
- 1941: Gary Windo, britischer Saxophonist
- 1942: Stanisław Kasprzyk, polnischer Hockeyspieler
- 1942: Trudeliese Schmidt, deutsche Opernsängerin (Mezzosopran)
- 1942: Johnny Rivers, US-amerikanischer Sänger

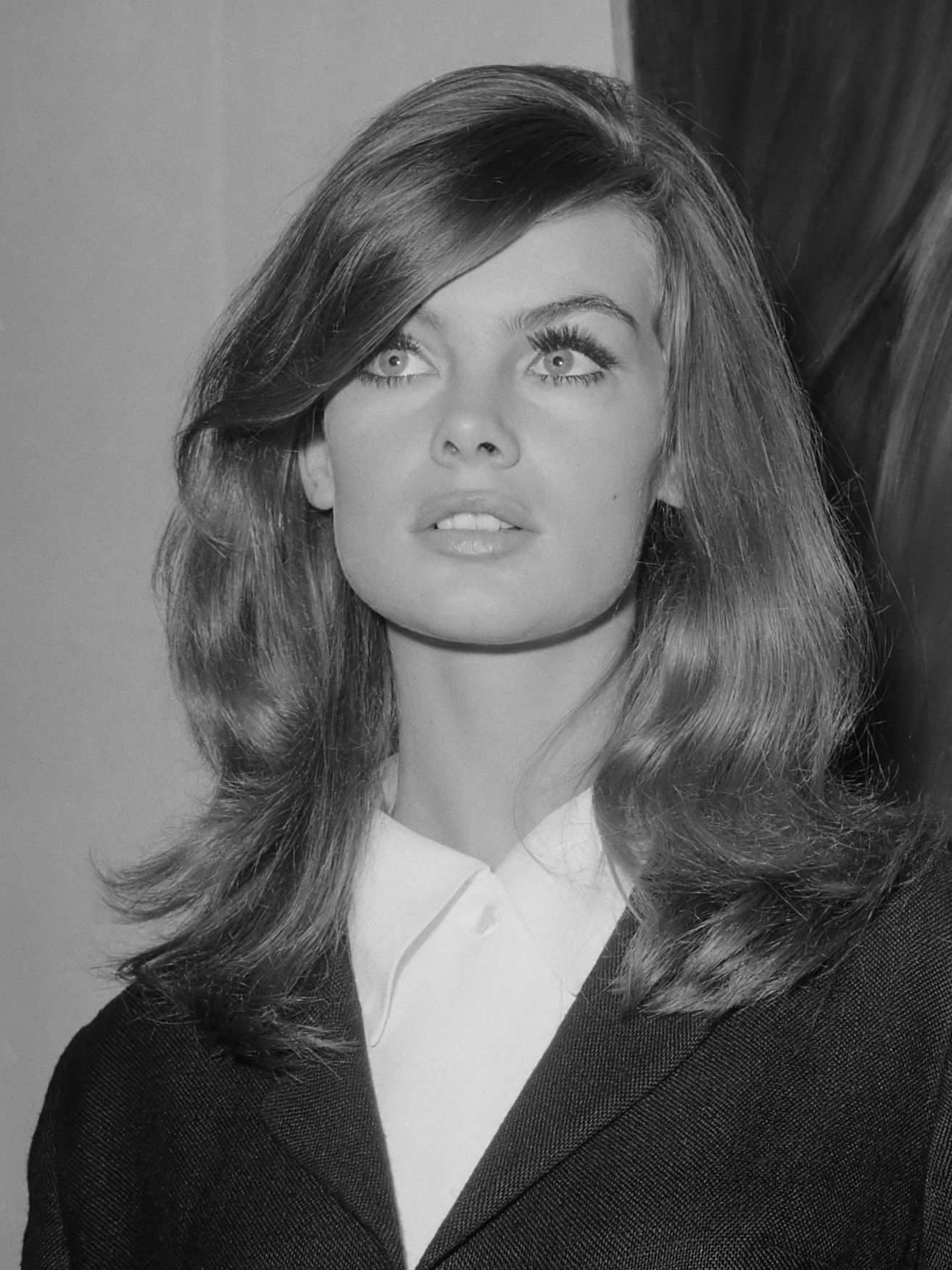
Jean Shrimpton (* 1942)

- 1942: Jean Shrimpton, britisches Model
- 1942: André Vingt-Trois, Erzbischof von Paris
- 1943: Michael Byrne, britischer Film- und Fernsehschauspieler
- 1943: Stephen Greenblatt, US-amerikanischer Literaturwissenschaftler
- 1943: Joni Mitchell, kanadische Sängerin und Songschreiberin
- 1943: Bert Rürup, deutscher Wirtschaftswissenschaftler, Wirtschaftsweiser
- 1943: Michael Spence, US-amerikanischer Ökonom
- 1944: Luigi Riva, italienischer Fußballspieler
- 1944: Ingrid Schubert, deutsche Terroristin
- 1945: Hartmut Fladt, deutscher Komponist und Musikwissenschaftler
- 1946: Wolfgang Arenhövel, deutscher Jurist
- 1946: Gilius van Bergeijk, niederländischer Komponist und Musikpädagoge
- 1947: Günter Abel, deutscher Philosoph
- 1947: Bob Anderson, englischer Dartspieler
- 1947: Elke Wülfing, deutsche Politikerin, MdB
- 1949: Peter Anders, deutscher Fußballspieler
- 1950: Lindsay Duncan, britische Schauspielerin
- 1950: Robert Redl, deutscher Fußballspieler

#### 1951–1975
- 1951: Nick Gilder, britischer Sänger und Songschreiber

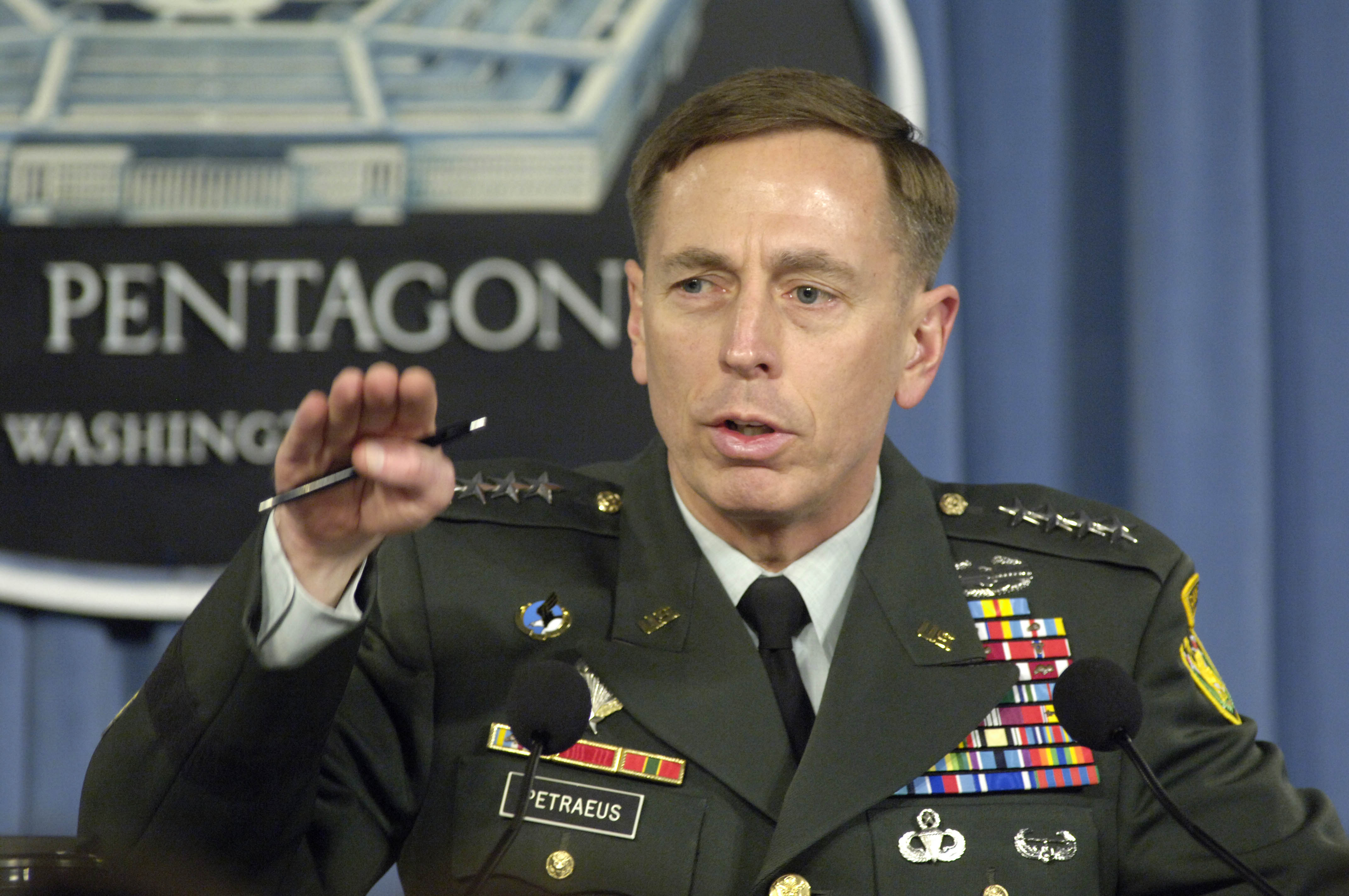
David Petraeus (* 1952)

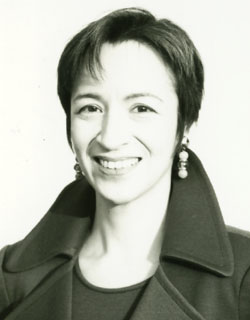
Anna Ogino (* 1956)

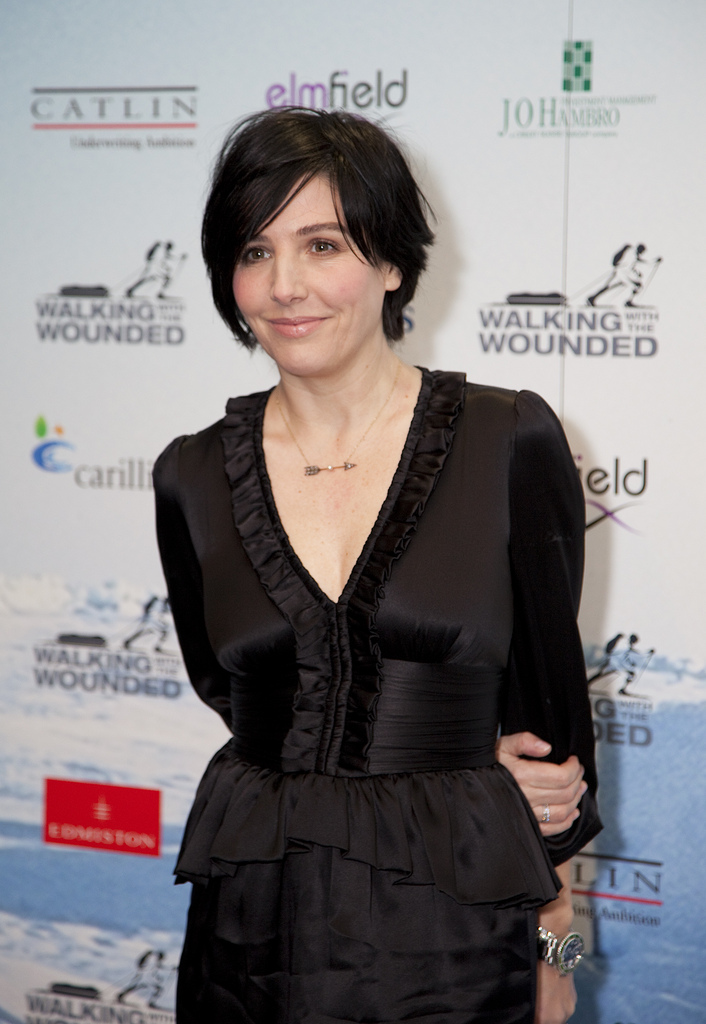
Sharleen Spiteri (* 1967)

- 1952: David Petraeus, US-amerikanischer General, Direktor der CIA
- 1952: Modibo Sidibé, malaiischer Politiker
- 1953: Ottfried Fischer, deutscher Kabarettist und Schauspieler
- 1953: Alexander Romankow, sowjetischer Florettfechter
- 1954: Robin Beck, US-amerikanische Sängerin
- 1954: Philippe Haezebrouck, französischer Autorennfahrer
- 1955: Norbert Eder, deutscher Fußballspieler
- 1955: Wolfram Eicke, deutscher Schriftsteller und Liedermacher
- 1955: Herbert Lauermann, österreichischer Komponist
- 1955: Detlef Ultsch, deutscher Judoweltmeister
- 1955: Harald Wohlfahrt, deutscher Koch
- 1956: Anna Ogino, japanische Schriftstellerin
- 1958: Alice Bag, US-amerikanische Sängerin und Autorin
- 1959: Ednan Aslan, österreichisch-türkischer Professor
- 1959: Petra Platen, deutsche Handballspielerin und Sportmedizinerin
- 1959: Klaus Suonsaari, finnischer Jazzschlagzeuger
- 1960: Charlie Bell, australischer Manager (McDonald’s)
- 1960: Tommy Thayer, US-amerikanischer Rockmusiker (KISS)
- 1961: Edilberta Angelillo, italienische Schauspielerin und Sängerin
- 1961: Mark Hateley, englischer Fußballspieler
- 1961: Tibor Nemeth, österreichischer Komponist
- 1962: Bettina Hoy, deutsche Reiterin
- 1963: Alexei Wiktorowitsch Kusmitschow, russischer Oligarch
- 1963: Angelika Werthmann, österreichische Politikerin
- 1964: Dana Plato, US-amerikanische Filmschauspielerin
- 1964: Shannon Whirry, US-amerikanische Schauspielerin
- 1965: Anja Hegeler, deutsche Schachspielerin
- 1965: Mike Henry, US-amerikanischer Synchronsprecher, Drehbuchautor und Schauspieler
- 1965: Bernd Mottl, deutscher Theater-Regisseur
- 1965: Alexander West, schwedischer Unternehmer und Autorennfahrer
- 1965: Sigrun Wodars, deutsche Leichtathletin, Olympiasiegerin
- 1966: Billy Gallo, US-amerikanischer Schauspieler
- 1966: Regula Imboden, Schweizer Schauspielerin
- 1966: Ursula Lohn, deutsche Fußballspielerin
- 1966: Frans Verhoeven, niederländischer Endurorennfahrer
- 1967: Alexander Henry Arweiler, deutscher Klassischer Philologe
- 1967: David Guetta, französischer House-DJ und -Produzent
- 1967: Sharleen Spiteri, britische Rocksängerin und Songwriterin (Texas)
- 1969: Hélène Grimaud, französische Pianistin
- 1969: Carsten Heinze, deutscher Pädagoge und Hochschullehrer
- 1970: Chris Adrian, amerikanischer Arzt und Schriftsteller
- 1970: Kazumasa Kawano, japanischer Fußballspieler
- 1970: Marc Rosset, Schweizer Tennisspieler
- 1971: Bernhard Lamel, österreichischer Mathematiker
- 1972: Christopher Daniel Barnes, US-amerikanischer Schauspieler und Synchronsprecher
- 1973: Martín Palermo, argentinischer Fußballspieler
- 1973: Martin Reichel, deutscher Eishockeyspieler
- 1973: Vokalmatador, deutscher Rapper
- 1973: Kim Yunjin, südkoreanische Schauspielerin
- 1974: Steffen Kaltschmid, deutscher Komponist
- 1975: Diana Amft, deutsche Schauspielerin
- 1975: Anja Backhaus, deutsche Moderatorin
- 1975: Yann Goudy, französischer Autorennfahrer
- 1975: Axel Melzener, deutscher Drehbuchautor
- 1975: Giacomo Petrobelli, italienischer Bankier und Autorennfahrer

#### 1976–2000
- 1976: Shani Diluka, französische Pianistin
- 1976: Alberto Entrerríos, spanischer Handballspieler und -trainer
- 1976: Mariusz Kukiełka, polnischer Fußballspieler
- 1976: Mark Philippoussis, australischer Tennisspieler
- 1977: Andres Oper, estnischer Fußballspieler
- 1978: Mohamed Abo Treka, ägyptischer Fußballspieler
- 1978: Alberto Bona, italienischer Schauspieler, Drehbuchautor und Filmregisseur
- 1978: Rio Ferdinand, englischer Fußballspieler
- 1978: Barry Robson, schottischer Fußballspieler
- 1978: Jan Vennegoor of Hesselink, niederländischer Fußballspieler
- 1979: Celina Bostic, deutsche Soul- und Contemporary-R&B-Sängerin und Songwriterin
- 1979: Verena Bonato, deutsche Schauspielerin
- 1979: Marieke van der Wal, niederländische Handballspielerin

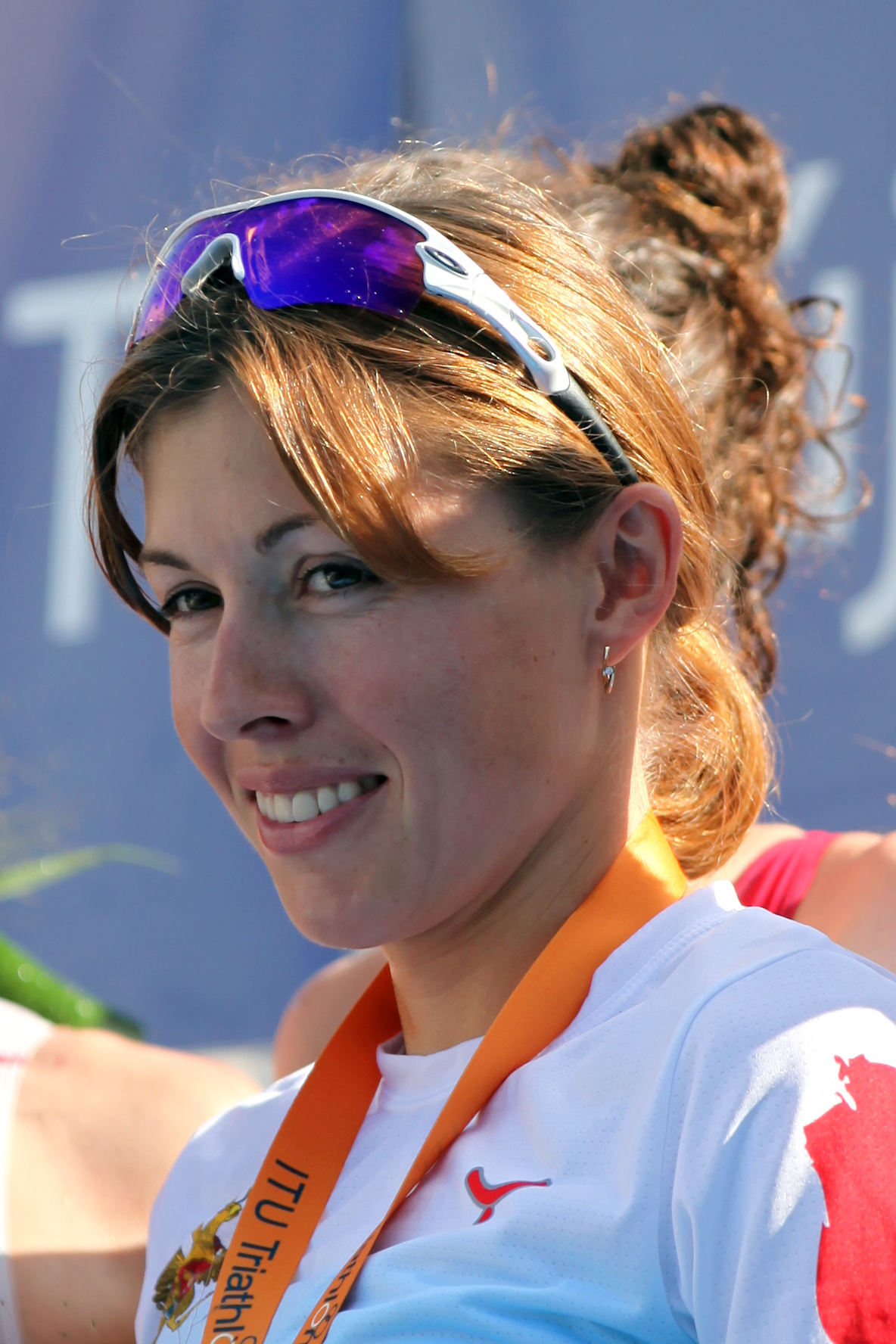
Irina Abyssowa (* 1980)

- 1980: Irina Abyssowa, russische Marathon-Schwimmerin und Profi-Triathletin
- 1980: Sergio Bernardo Almirón, argentinischer Fußballspieler
- 1980: Laryea Kingston, ghanaischer Fußballspieler
- 1980: Anna Katharina Kränzlein, deutsche Violinistin
- 1980: Matias Tosi-Socolov, argentinischer Opernsänger
- 1981: Gitte Aaen, dänische Handballspielerin
- 1981: Mike Larrison, US-amerikanischer Autorennfahrer
- 1982: Rick Malambri, US-amerikanischer Schauspieler, Tänzer und Model
- 1984: Mihkel Aksalu, estnischer Fußballspieler
- 1984: Jonathan Bornstein, US-amerikanischer Fußballspieler
- 1985: Mark Bridge, australischer Fußballspieler
- 1985: Tom Croft, englischer Rugbyspieler
- 1985: Thaíssa Presti, brasilianische Sprinterin
- 1986: Caner Arıcı, türkischer Fußballspieler
- 1986: Charlie Sjöstrand, schwedischer Handballspieler
- 1986: Luisa Wietzorek, deutsche Schauspielerin
- 1987: Rachele Brooke Smith, US-amerikanische Schauspielerin und Tänzerin
- 1988: Oleksandr Dolhopolow, ukrainischer Tennisspieler

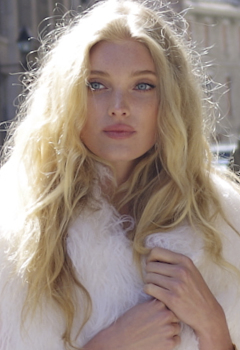
Elsa Hosk (* 1988)

- 1988: Elsa Hosk, schwedisches Model
- 1988: Elena Mousikou, zyprische Bogenschützin
- 1988: Tinie Tempah, britischer Grime-Rapper und MC
- 1988: Gani Lawal, US-amerikanischer Basketballspieler
- 1989: Nadeschda Andrejewna Tolokonnikowa, russische politische Aktivistin und Performancekünstlerin
- 1990: Matt Corby, australischer Singer-Songwriter
- 1990: David de Gea, spanischer Fußballspieler
- 1990: Merlin Polzin, deutscher Fußballtrainer
- 1991: Marie-Cathérine Arnold, deutsche Ruderin
- 1991: Felix Rosenqvist, schwedischer Rennfahrer
- 1991: Katharina Wien, deutsche Schauspielerin
- 1992: Pawel Sergejewitsch Trichitschew, russischer Skirennläufer
- 1993: Jürgen Locadia, niederländischer Fußballspieler
- 1993: Paul Pajduch, österreichischer Fußballtorhüter und Fußballfunktionär
- 1994: Lukas Blohme, deutscher Handballspieler
- 1994: Algee Smith, US-amerikanischer Schauspieler und Sänger
- 1995: Aleksandra Gaworska, polnische Hürdenläuferin
- 1996: Kai-Sotirios Kaissis, deutsch-griechischer Fußballspieler
- 1996: Lorde, neuseeländisch-kroatische Popsängerin
- 1997: Christian Rubio Sivodedov, schwedischer Fußballspieler
- 1999: Oier Lazkano, spanischer Radrennfahrer
- 2000: Callum Hudson-Odoi, englisch-ghanaischer Fußballspieler

### 21. Jahrhundert
- 2001: Tom Gamble, britischer Autorennfahrer

## Gestorben

### Vor dem 17. Jahrhundert

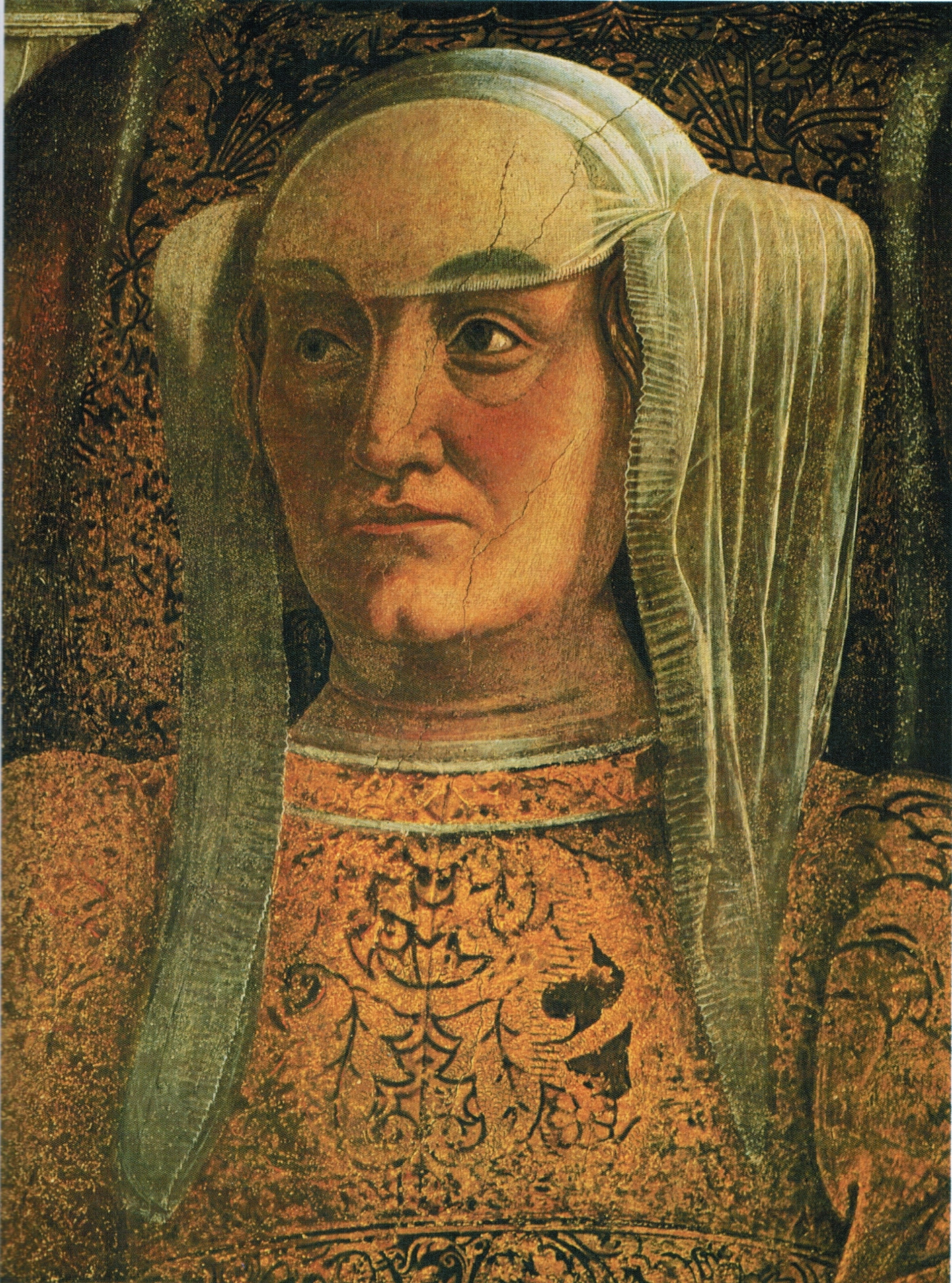
Barbara von Brandenburg († 1481)

- 0198: Lü Bu, chinesischer Kriegsherr
- 0739: Willibrord, angelsächsischer Missionar und Heiliger; Apostel der Friesen
- 1047: Wilhelm I. von Straßburg, Bischof von Straßburg
- 1051: Rotho, Abt von Hersfeld und Bischof von Paderborn
- 1057: Lothar Udo I., Graf von Stade und Markgraf der Nordmark
- 1173: Uijong, 18. König des koreanischen Goryeo-Reiches
- 1199: Michael der Syrer, Patriarch der Syrisch-Orthodoxen Kirche
- 1225: Engelbert I. von Köln, Reichsverweser und Erzbischof von Köln
- 1225: Nikolas Arnason, norwegischer Bischof von Oslo
- 1373: Jean de Dormans, Bischof, Kardinal, Kanzler von Frankreich und Siegelbewahrer
- 1449: Konrad von Erlichshausen, Hochmeister des Deutschen Ordens
- 1457: Danjong, 6. König der Joseon-Dynastie in Korea
- 1481: Barbara von Brandenburg, Markgräfin von Mantua
- 1493: Nicol Römer, Kaufmann und Ratsherr in Zwickau
- 1497: Philipp II., Herzog von Sayoyen
- 1524: Antonio Contarini, Patriarch von Venedig
- 1560: Petrus Lotichius Secundus, deutscher Gelehrter, Mediziner und neulateinischer Dichter
- 1567: Katharina von Henneberg-Schleusingen, Gräfin von Schwarzburg
- 1575: Alexander von Suchten, Danziger Arzt, Alchemist und Dichter
- 1579: Gáspár Bekes, ungarisch-siebenbürgischer Magnat und Thronprätendent des Fürstentums Siebenbürgen

### 17. und 18. Jahrhundert
- 1651: Hans Christoph von Ebeleben, deutscher Jurist und Verwaltungsbeamter
- 1664: David Cunz, Bürgermeister von St. Gallen
- 1669: Lebrecht, Fürst von Anhalt-Köthen
- 1678: Erasmus Quellinus II., flämischer Maler und Kupferstecher
- 1700: Pietro Santi Bartoli, italienischer Zeichner, Kupferstecher und Antiquar

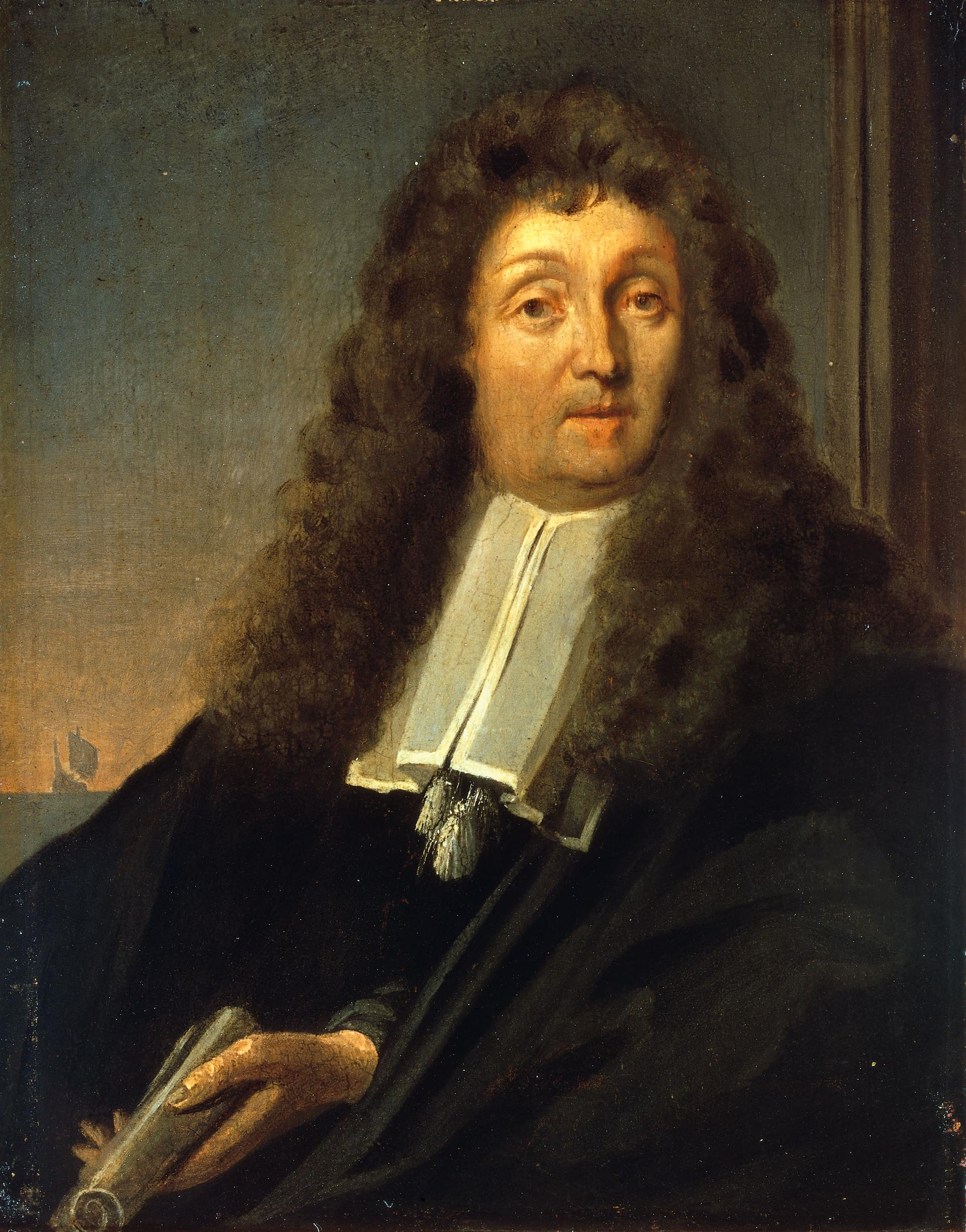
Ludolf Bakhuizen († 1708)

- 1708: Ludolf Bakhuizen, deutsch-niederländischer Maler
- 1713: Gabriele von Liechtenstein, Prinzessin von Liechtenstein
- 1719: Johann Joseph Seyler, deutscher Pädagoge und evangelischer Theologe
- 1721: Jobst Scholten, Festungsbaumeister und Oberbefehlshaber der dänischen Armee
- 1737: Johann Rudolf Victor von Pretlack, deutscher General der Kavallerie und Generalfeldmarschall-Lieutenant
- 1742: Aloys Thomas Raimund von Harrach, österreichischer Staatsmann und Diplomat
- 1742: Johann August, Fürst von Anhalt-Zerbst
- 1748: Pedro Vicente Maldonado, ecuadorianischer Kartograf und Universalgelehrter
- 1762: Georg Besenbeck, deutscher evangelischer Geistlicher und Pädagoge
- 1766: Jean-Marc Nattier, französischer Maler
- 1773: Anna Charlotte, Prinzessin von Lothringen, Äbtissin von Remiremont und Sainte-Waudru und Koadjutrix im Stift Essen und im Reichsstift Thorn
- 1777: Jacques Mathon de La Cour, französischer Mathematiker und Mechaniker
- 1793: Per Krafft der Ältere, schwedischer Maler

### 19. Jahrhundert
- 1802: Franz Ludwig Pfyffer, Schweizer Politiker und Kartograf
- 1812: Matwei Fjodorowitsch Kasakow, russischer Architekt
- 1814: Gottfried Mind, Schweizer Zeichner
- 1814: Sigmund Christoph von Waldburg zu Zeil und Trauchburg, Fürstbischof von Chiemsee und Administrator von Salzburg
- 1819: Caleb Strong, US-amerikanischer Politiker, Gouverneur von Massachusetts
- 1821: Louis Reymond, Schweizer Politiker, Publizist und Aufständischer
- 1825ː Charlotte Dacre, britische Schriftstellerin
- 1848: Josef Karl Amrhyn, Schweizer Schultheiss
- 1849: Christian von Rother, preußischer Politiker
- 1854: Peter von Nobile, österreichischer Architekt

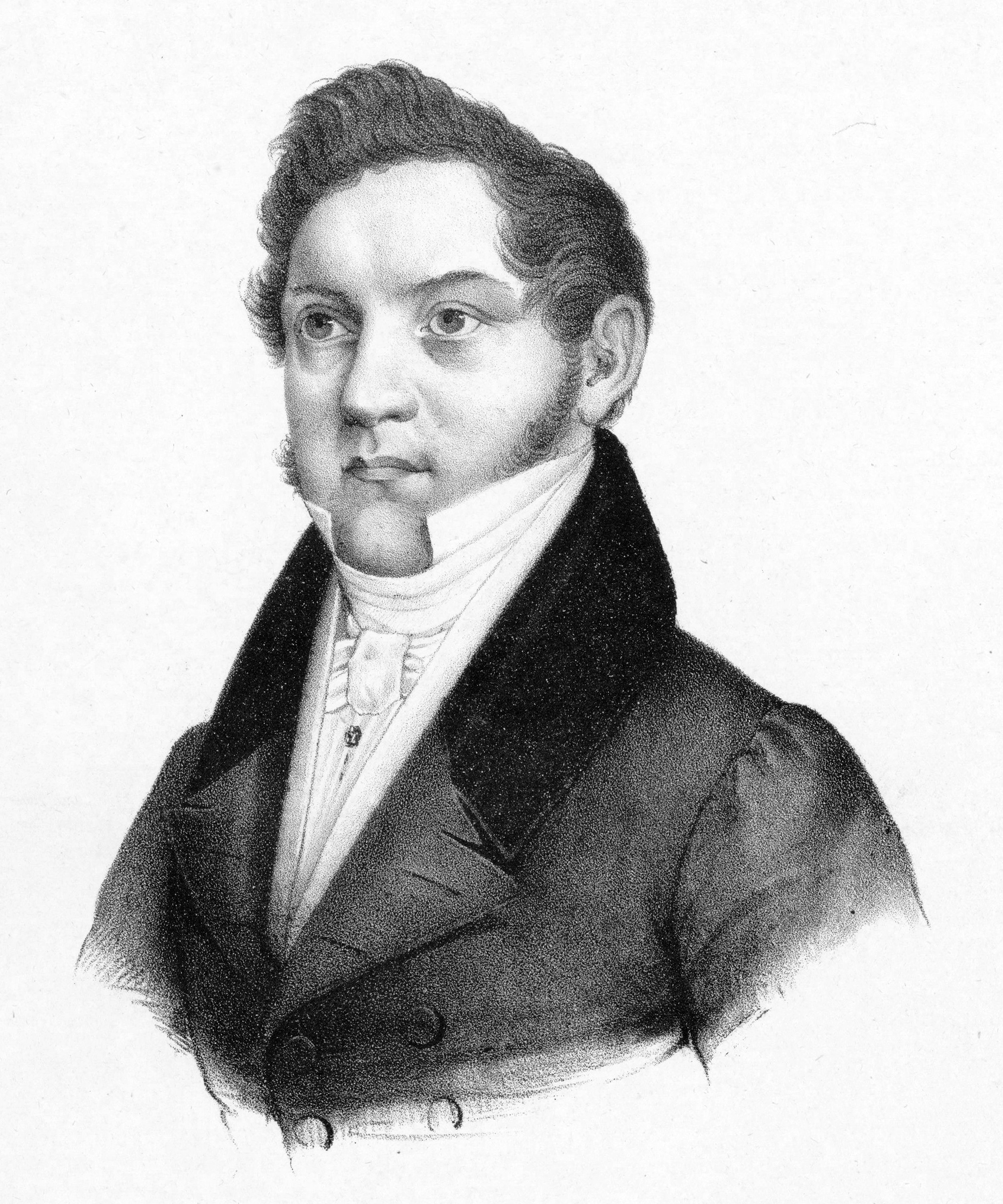
Carl Gottlieb Reißiger († 1859)

- 1859: Carl Gottlieb Reißiger, deutscher Kapellmeister und Komponist
- 1864: David Sassoon, indisch-britischer Großkaufmann
- 1873: Johann Christian Friedrich Heyer, deutsch-US-amerikanischer Missionar
- 1877: Karel Sabina, tschechischer radikaler Demokrat, Publizist, Schriftsteller und Literaturkritiker
- 1886: Nathaniel Ellis Atwood, US-amerikanischer Politik
- 1887: Heinrich Richard Baltzer, deutscher Mathematiker
- 1888: Ludwig Müller-Uri, deutscher Glasmacher, Kunstaugenbläser und Pionier der deutschen Augenprothetik

### 20. Jahrhundert

#### 1901–1950

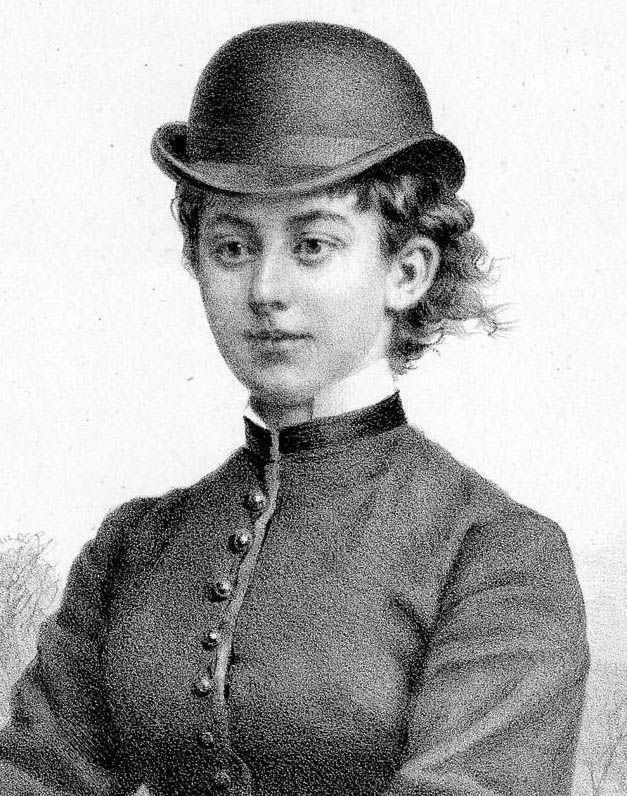
Lady Florence Dixie († 1905)

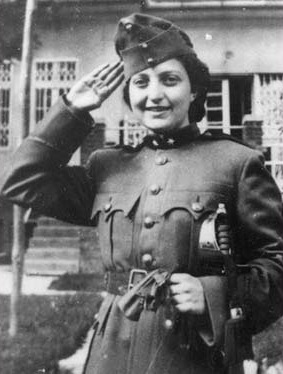
Hannah Szenes († 1944)

- 1901: Li Hongzhang, chinesischer General
- 1904: Heinrich Wedrich, böhmischer Industrieller, Kunstsammler, Museumsgründer und Mäzen
- 1905: Florence Dixie, britische Reisende und Schriftstellerin
- 1906: Heinrich Seidel, deutscher Schriftsteller und Ingenieur
- 1910: Florencio Sánchez, uruguayischer Dichter und Dramatiker
- 1913: Johann Jakob Stutz, Schweizer Jurist und Politiker
- 1913: Alfred Russel Wallace, britischer Naturforscher, Mitentdecker der Evolutionstheorie und Mitbegründer der Biogeographie
- 1914: Gerard Anderson, britischer Hürdenläufer
- 1916: Marie Heim-Vögtlin, erste Schweizer Ärztin
- 1919: Hugo Haase, deutscher Jurist und Politiker
- 1924: Hans Thoma, deutscher Landschafts- und Porträtmaler, Grafiker
- 1928: Mattia Battistini, italienischer Opernsänger
- 1929: Ernst Sachsenberg, deutscher Verwaltungsjurist
- 1930: Alexis-Armand Kardinal Charost, französischer Geistlicher, Erzbischof von Rennes
- 1935: Emil Hardmeier, Schweizer Lehrer und Politiker
- 1940: Julius Wahle, österreichischer Literaturwissenschaftler
- 1941: Albin Zollinger, Schweizer Schriftsteller
- 1944:  Hana Kučerová-Záveská, tschechoslowakische Architektin und Designerin
- 1944ː Hannah Szenes, ungarische Widerstandskämpferin, Holocaustopfer
- 1945: Isaac Anken, Schweizer Politiker
- 1945: Johannes Hass, deutscher Politiker und Gewerkschafter
- 1945: Friedrich „Fritz“ Messner, deutscher Hockeyspieler
- 1946: Henry Lehrman, österreichisch-US-amerikanischer Film-Schauspieler, -regisseur, -produzent, Produktionsleiter und Drehbuchautor
- 1946: Louis Otten, niederländischer Fußballspieler und Mediziner
- 1950: Josef Hassid, polnischer Geiger

#### 1951–1975
- 1951: Ernst Kamieth, deutscher Eisenbahner
- 1952: Georges Mys, belgischer Ruderer
- 1955: Karl Bodmer, deutscher Motorradrennfahrer
- 1955: Arthur Frey, Schweizer Politiker
- 1959: Victor McLaglen, britisch-US-amerikanischer Boxer und Schauspieler
- 1961: Michael Keller, Bischof von Münster
- 1961: Augustin Rösch, deutscher Jesuitenpater, Provinzial, und Widerstandskämpfer gegen den Nationalsozialismus

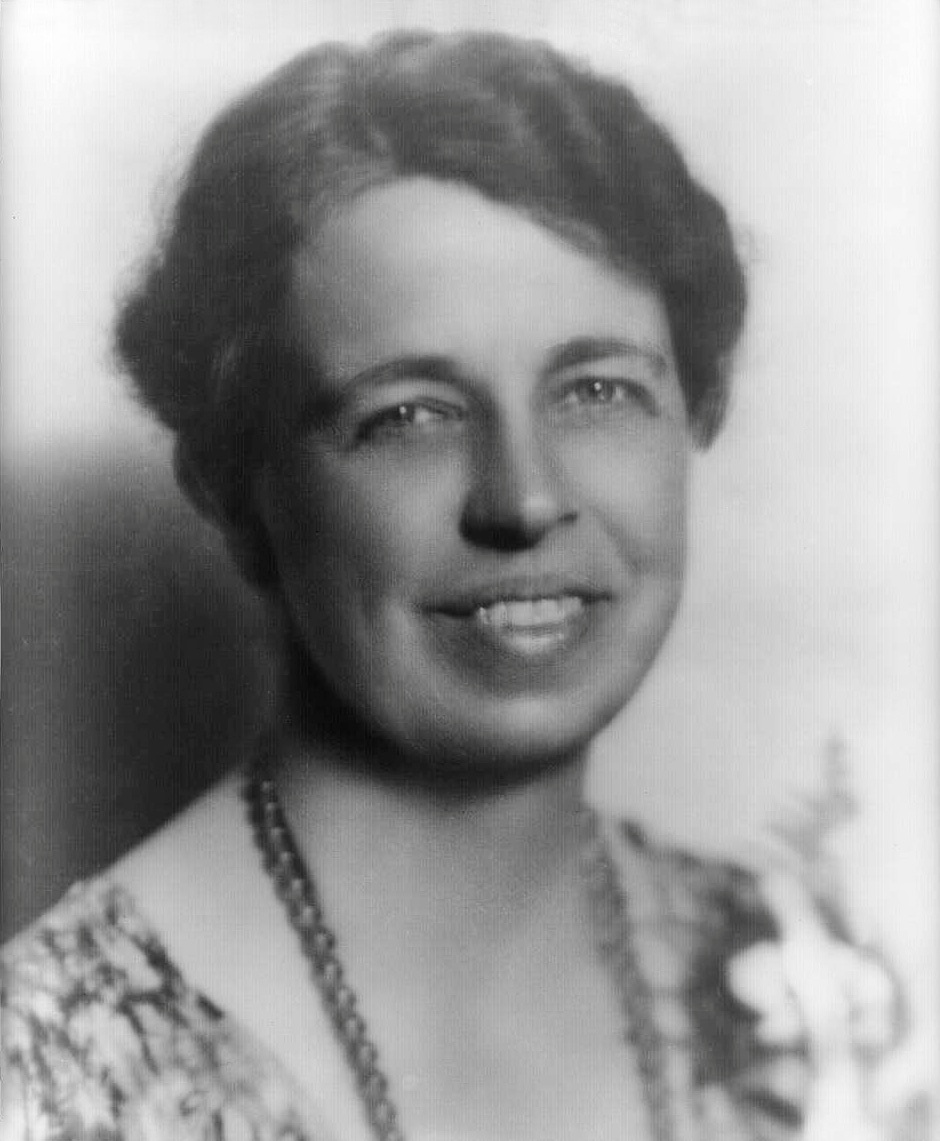
Eleanor Roosevelt († 1962)

- 1962: Eleanor Roosevelt, US-amerikanische Menschenrechtsaktivistin und Diplomatin, First Lady der USA, Ehefrau von Franklin D. Roosevelt
- 1965: Brigitte von Arnim, deutsche Schriftstellerin
- 1965: Mirza Baschir ud-Din Mahmud Ahmad, 2. Khalifat ul-Massih
- 1965: Friedrich Wildgans, österreichischer Komponist und Klarinettist
- 1967: John Nance Garner, US-amerikanischer Vizepräsident
- 1967: Ian Raby, britischer Autorennfahrer
- 1967: Robert Swartelé, belgischer Ruderer
- 1968: Béla Hamvas, ungarischer Schriftsteller
- 1970: Edward Curtiss, US-amerikanischer Filmeditor
- 1971: Maurice Hewitt, französischer Geiger und Dirigent
- 1974: Eric Linklater, britischer Schriftsteller aus Schottland
- 1974: Alfonso Leng, chilenischer Komponist und Odontologe
- 1975: Piero Dusio, italienischer Fußballspieler und -funktionär, Automobilrennfahrer und Geschäftsmann
- 1975: John Carmel Kardinal Heenan, britischer Geistlicher, Erzbischof von Westminster

#### 1976–2000
- 1976: Ottomar Carl Joseph Anton, deutscher Maler, Graphiker und Hochschullehrer
- 1976: Gaston Fourrier, französischer Handelsvertreter und Politiker
- 1977: Hertha Spielberg, deutsche Malerin
- 1977: Fred Oelßner, deutscher Wirtschaftswissenschaftler und Parteifunktionär in der DDR
- 1978: Jorge Carrera Andrade, ecuadorianischer Lyriker, Schriftsteller und Diplomat

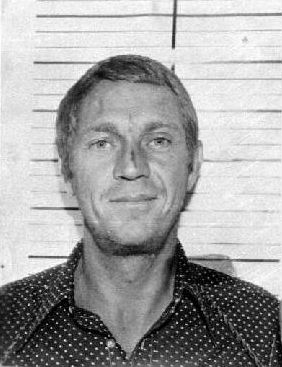
Steve McQueen († 1980)

- 1980: Eugen Denzel, deutscher Maler, Grafiker und Pressezeichner
- 1980: Steve McQueen, US-amerikanischer Filmschauspieler
- 1980: Adrienne Thomas, deutsche Schriftstellerin
- 1980: Wolfgang Weyrauch, deutscher Schriftsteller und Hörspielautor
- 1981: Reinhard Braun, deutscher Augenarzt und Hochschullehrer
- 1981: Werner Eisbrenner, deutscher Komponist
- 1982: Bully Buhlan, deutscher Jazz- und Schlagersänger, Pianist, Schlagerkomponist und Schauspieler
- 1982: Salvador Contreras, mexikanischer Komponist
- 1983: Maria Elsner, deutsch-ungarische Opernsängerin
- 1983: Germaine Tailleferre, französische Komponistin
- 1983: Dawid Toradse, georgischer Komponist und Hochschullehrer
- 1984: Hans Herter, deutscher Altphilologe
- 1985: Sid Robin, US-amerikanischer Textdichter und Komponist
- 1985: Friedrich Traugott Wahlen, Schweizer Politiker
- 1986: Artur London, tschechischer Kommunist und Diplomat
- 1986: Aenne Michalsky, österreichische Opernsängerin
- 1988: Hans Baumann, deutscher Lyriker und Liedschreiber, Schriftsteller und Übersetzer
- 1988: Morris Janowitz, US-amerikanischer Soziologe und Politikwissenschaftler
- 1989: Paula Acker, deutsche Korrespondentin, Redakteurin sowie KPD und SED Funktionärin
- 1992: Alexander Dubček, tschechoslowakischer Politiker
- 1992: René Nicolas Adrien Hamel, französischer Radrennfahrer
- 1992: Richard Yates, US-amerikanischer Schriftsteller
- 1993: Charles Aidman, US-amerikanischer Schauspieler
- 1994: Manuela Ballester, spanische Künstlerin und Kommunistin
- 1996: Dietrich Andernacht, deutscher Historiker und Archivar
- 1996: Hans Klodt, deutscher Fußballspieler
- 1996: Salvatore Lauricella, italienischer Politiker
- 1997: Werner Giggenbach, deutscher Geochemiker, Geologe und Vulkanologe
- 1998: Luis Carlos Meyer, kolumbianischer Sänger und Komponist
- 1999ː Kitty Kuse, deutsche Aktivistin lesbischer Emanzipation
- 2000: Klaus Koch, deutscher Jazzmusiker
- 2000: Walter Kremser, deutscher Forstwissenschaftler

### 21. Jahrhundert
- 2001: Sachiko Hidari, japanische Schauspielerin
- 2002: Rudolf Augstein, deutscher Publizist
- 2002: Eduard Boëtius, eines der überlebenden Mitglieder der Besatzung des Zeppelins LZ 129 „Hindenburg“
- 2004: Sébastien Briat, französischer Atomkraftgegner
- 2004: Howard Keel, US-amerikanischer Schauspieler und Musicalstar
- 2004: Michael Kreißl, österreichischer Politiker
- 2004: Yamashiro Tomoe, japanische Schriftstellerin
- 2006: Aram Asatryan, armenischer Popsänger
- 2006: Jean-Jacques Servan-Schreiber, französischer Journalist und Politiker
- 2009: Frowine Leyh-Griesser, deutsche Ärztin und Hochschullehrerin
- 2009: Hans-Busso von Busse, deutscher Architekt und Hochschullehrer
- 2010: Swetlana Geier, deutsche Übersetzerin
- 2010: Georg Heuberger, deutscher Gründungsdirektor des Jüdischen Museums Frankfurt und Repräsentant der Jewish Claims Conference Deutschland
- 2011: Lykke Aresin, deutsche Ärztin und Sexualwissenschaftlerin
- 2011: Joe Frazier, US-amerikanischer Boxer
- 2011: Jörg-Dietrich Hoppe, deutscher Mediziner und Verbandsfunktionär
- 2011: Gottfried Kiesow, deutscher Denkmalpfleger
- 2011: Andrea True, US-amerikanische Pornodarstellerin und Sängerin
- 2012: Carmen Basilio, US-amerikanischer Boxer
- 2012: Andrej Kokot, österreichischer Schriftsteller
- 2012: Jacques Rey, Schweizer Autorennfahrer
- 2013: Manfred Rommel, deutscher Politiker
- 2013: Christian Tasche, deutscher Schauspieler
- 2016: Leonard Cohen, kanadischer Singer-Songwriter, Dichter und Schriftsteller
- 2016: Janet Reno, US-amerikanische Politikerin
- 2017: Hans-Michael Rehberg, deutscher Schauspieler und Regisseur
- 2017: Hans Schäfer, deutscher Fußballspieler
- 2018: Francis Lai, französischer Komponist (Love Story)
- 2018: Fritz Reimann, Schweizer Gewerkschafter und Politiker
- 2019: Regine Heinecke, deutsche Malerin, Grafikerin und Illustratorin
- 2019: Heinz Höher, deutscher Fußballspieler und -trainer
- 2019: Margarita Salas, spanische Biochemikerin und Molekulargenetikerin

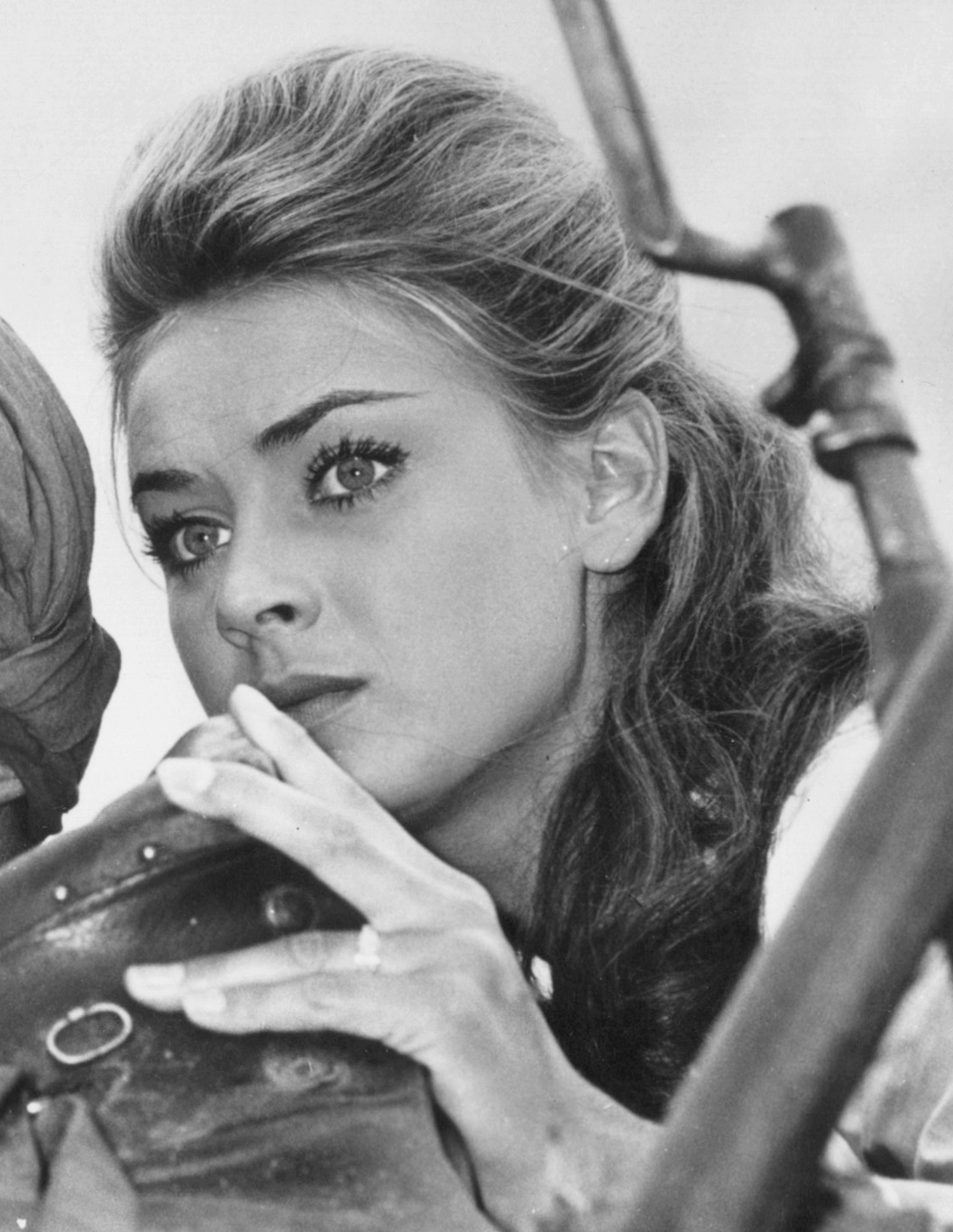
Geneviève Grad († 2024)

- 2020: Mike McCormack, US-amerikanischer Politiker
- 2020: Anneliese Friedmann, deutsche Verlegerin
- 2020: Sakari Paasonen, finnischer Sportschütze
- 2021: Robin Greiner, US-amerikanischer Eiskunstläufer
- 2021: Béla Kovács, ungarischer Klarinettist und Komponist
- 2021: Igor Nikulin, russischer Leichtathlet
- 2021: Dean Stockwell, US-amerikanischer Schauspieler
- 2022: Nahum Buch, israelischer Schwimmer
- 2022: Władysław Kustra, polnischer Volleyballspieler
- 2022: Leslie Phillips, britischer Schauspieler
- 2024: Geneviève Grad, französische Schauspielerin
- 2024ː Ann-Monika Pleitgen, deutsche Schauspielerin und Schriftstellerin

## Feier- und Gedenktage
- Politische Gedenktage
  - Vereinigte Staaten: Nationaler Gedenktag für die Opfer des Kommunismus[1]
- Kirchliche Gedenktage
  - Willibrord, Glaubensbote bei den Friesen, erster Erzbischof von Utrecht (evangelisch, anglikanisch, römisch-katholisch, orthodox)
  - Johann Christian Friedrich Heyer, Missionar (evangelisch: ELCA)
- Namenstage
  - Carina, Engelbert, Ernst, Karina

Weitere Einträge enthält die Liste von Gedenk- und Aktionstagen.